# Cheval
Equus caballus
Pour les articles homonymes, voir Cheval (homonymie).
Espèce
Synonymes
- Equus asinus subsp. hippagrus (Smith, 1841)
- Equus caballus subsp. caballus
- Equus caballus subsp. domesticus Linnaeus, 1758
- Equus caballus subsp. fossilis
- Equus caballus subsp. gallicus
- Equus caballus subsp. germanicus
- Equus caballus subsp. piveteaui
- Equus curvidens Owen, 1845
- Equus ferus subsp. caballus Linnaeus, 1758
- Equus hippagrus (Smith, 1841)
- Equus neogaeus (Lund, 1840)
- Equus neogeus (Lund, 1840)
- Equus rectidens Gervais & Ameghino, 1880
- Hipphaplus bravardi Ameghino, 1889
- Hippidium neogaeum (Lund, 1840)

Le cheval  (Equus ferus caballus ou Equus caballus) est un grand mammifère herbivore et ongulé à sabot unique ; c'est l'une des espèces de la famille des Équidés (Equidae), lesquelles ont évolué, au cours des derniers 45 à 55 millions d'années, à partir d'un petit mammifère possédant plusieurs doigts. À l'état naturel, les chevaux vivent en troupeaux comptant un unique étalon reproducteur. Ils entretiennent des rapports sociaux et comptent sur leur vitesse pour échapper à leurs prédateurs. Dotés d'un bon sens de l'équilibre, d'un fort instinct de fuite et de grandes aptitudes de visualisation spatiale, ils possèdent un trait inhabituel dans le règne animal, étant capables d'entrer en sommeil léger tout en restant debout. Les femelles, nommées juments, mettent bas après onze mois de gestation un petit appelé poulain, capable de se lever et de courir peu de temps après sa naissance.
Le cheval est domestiqué par les humains. Son utilisation se répand à toute l'Eurasie dès la plus haute Antiquité. Bien que la quasi-totalité des chevaux soient désormais domestiques, il existe des populations de chevaux domestiques retournés à l'état sauvage, dont le cheval de Przewalski. Un vaste vocabulaire spécialisé s'est développé pour décrire les concepts liés au cheval. Ce lexique va de son anatomie et sa morphologie au fil des étapes de sa vie, en passant par sa couleur, ses races, sa  locomotion et son comportement. La plupart des chevaux domestiques sont dressés pour l'équitation ou la traction entre deux et quatre ans. Ils atteignent leur plein développement vers cinq ans en moyenne. Leur espérance de vie à la naissance est de vingt-cinq à trente ans.
Depuis des siècles, les chevaux sont au service des êtres humains qui sélectionnent différentes races pour la traction, l'agriculture, la guerre ou la selle. Les chevaux permettent l'essor du commerce et l'expansion de civilisations sur de grandes étendues. Pendant la colonisation européenne des Amériques, l'espèce est réintroduite sur ce continent. Considéré comme « la plus noble conquête de l'Homme », présent dans les mythes, les religions, les encyclopédies et toutes les formes d'art, le cheval est, de tous les animaux, celui qui a le plus marqué l'histoire et les progrès de l'humanité. Des métiers sont liés à son entretien, son commerce et à des activités sportives, hippiques et équestres. Dans la plupart des pays développés, le cheval est désormais monté pour le loisir ou le sport. Il peut être un partenaire de thérapie, et tend à se rapprocher de l'animal de compagnie. Il produit des biens de consommation grâce à sa viande, son lait, son cuir et ses déjections. Dans d'autres pays, le cheval reste indispensable à l'agriculture et au transport. L'entretien de chevaux domestiques demande un matériel particulier et l'attention de spécialistes.

## Hippologie

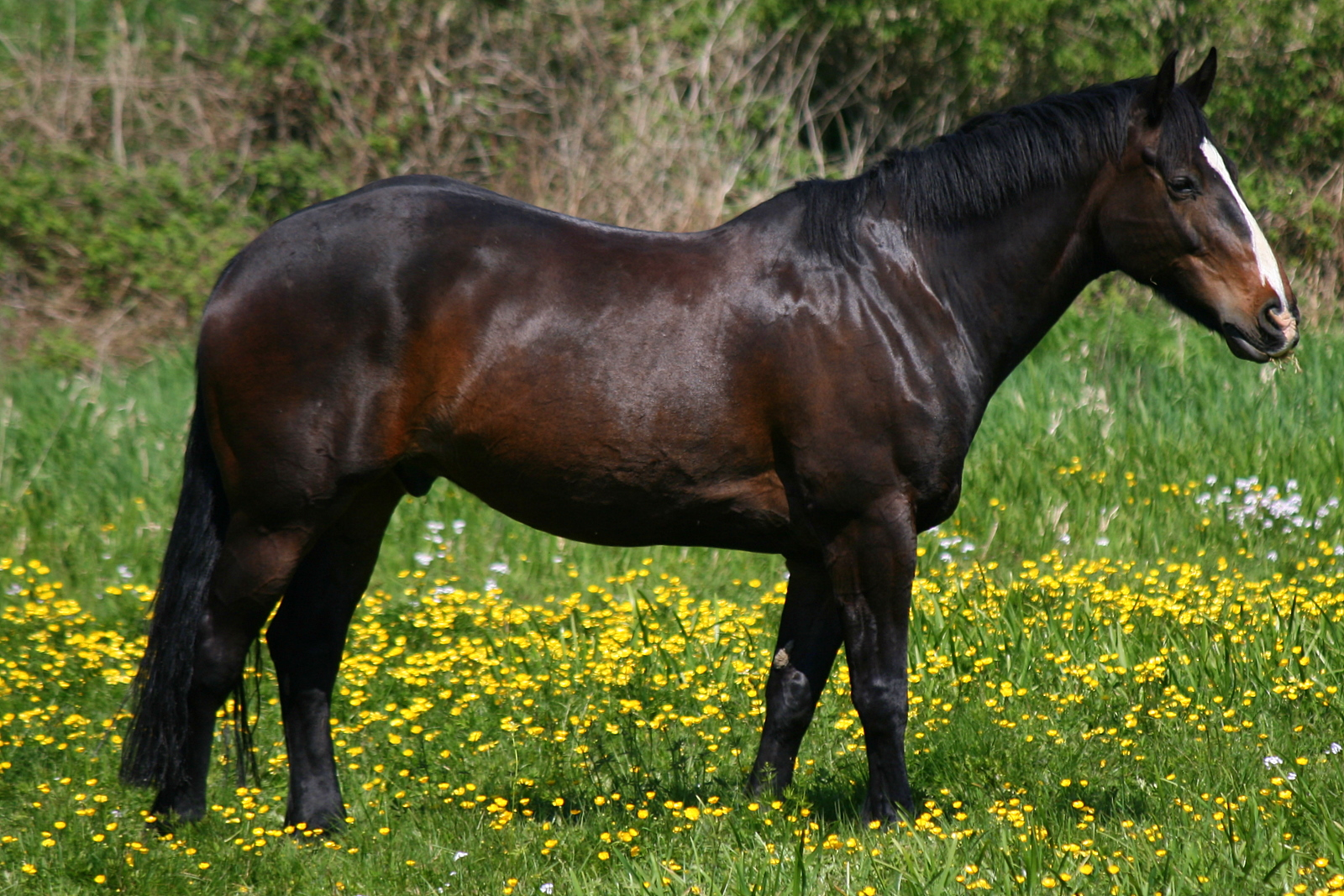
Cheval domestique vu de profil, présentant une robe bai-brun classique et une liste blanche en tête.

L'hippologie (du grec ἱππος / hippos, « cheval » et λόγος / lógos, « discours ») étudie le cheval dans sa globalité, ce qui comprend le fonctionnement biologique et anatomique, ainsi que le comportement et l'entretien. Le cheval est un mammifère herbivore, membre de la famille des équidés, qui compte aussi l'âne et le zèbre. Il y a controverse quant au statut du cheval domestique, longtemps considéré comme une espèce (Equus caballus) à part entière. Les études plus récentes le voient comme une sous-espèce (Equus ferus caballus) d’Equus ferus.

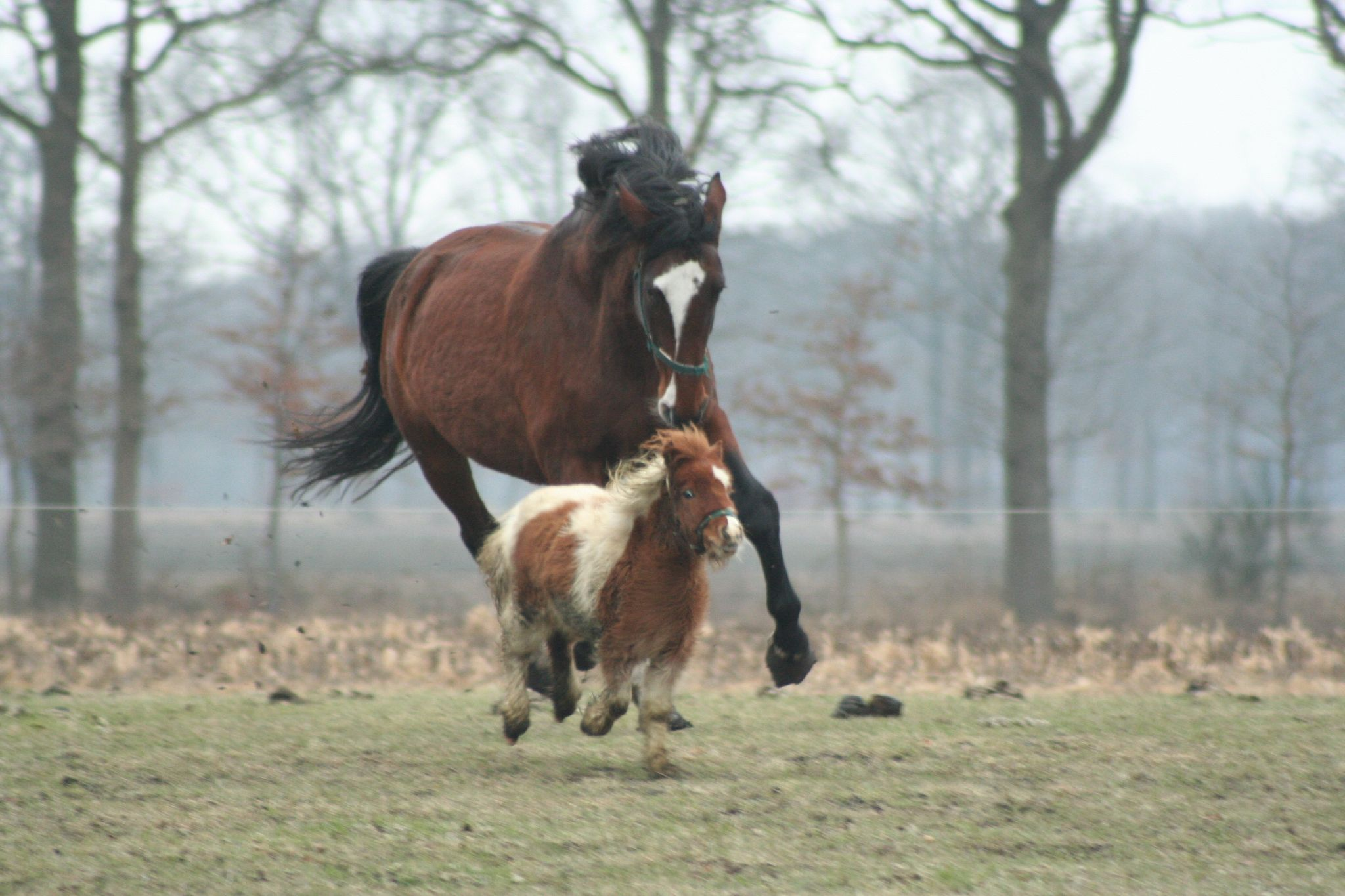
Taille comparée entre un poney Shetland et un cheval de selle.

Les chevaux peuvent être regroupés et classés en fonction de leur race, leur utilisation, leur taille ou leur couleur de robe. La taille d'un cheval varie énormément d'une race à l'autre. Le plus petit cheval miniature reconnu mesure 44,5 cm pour 26 kg et le plus grand, un cheval de trait, 2,19 m pour 1 500 kg,. Le poids et la longévité varient de même, les poneys ayant une longévité généralement supérieure aux chevaux. Celle du cheval domestique s'est allongée grâce aux soins prodigués par l'être humain. Il peut vivre de 25 à plus d'une trentaine d'années, bien qu'il commence à décliner physiquement vers l'âge de quinze ans. Le plus vieux cheval connu, Old Billy, est mort à 62 ans.
Le cheval domestique possède 32 paires de chromosomes, contre 33 paires pour le cheval de Przewalski. La séquence complète de son génome a été établie en 2007, quatre ans après celle de l'être humain.

### Terminologie
« Cheval » (/ʃəval/, pluriel « chevaux » /ʃəvo/) est un terme générique qui désigne en premier lieu l'espèce ou sous-espèce domestique, ce qui inclut les populations redevenues sauvages comme les mustangs, et le cheval de Przewalski, qui vivait à l'état sauvage jusqu'au XXe siècle, mais qui provient en fait d'une domestication antérieure. Le Tarpan et le Przewalski sont désignés comme des « chevaux ». Une vaste terminologie est utilisée pour désigner les différents types de chevaux. « Jument » est le nom de l'animal adulte femelle, la poulinière est une femelle adulte destinée à la reproduction. Une jument est désignée par l'adjectif primipare quand elle est gestante pour la première fois. L'étalon est un adulte mâle reproducteur et reconnu, l'entier un adulte mâle non castré, le hongre un mâle castré. Le poulain et la pouliche sont les jeunes animaux respectivement mâle et femelle de moins de trois ans. L'anglicisme yearling désigne un jeune cheval d'un an,. Le poney est un cheval de petite taille, trapu et vigoureux,.

### Histoire évolutive

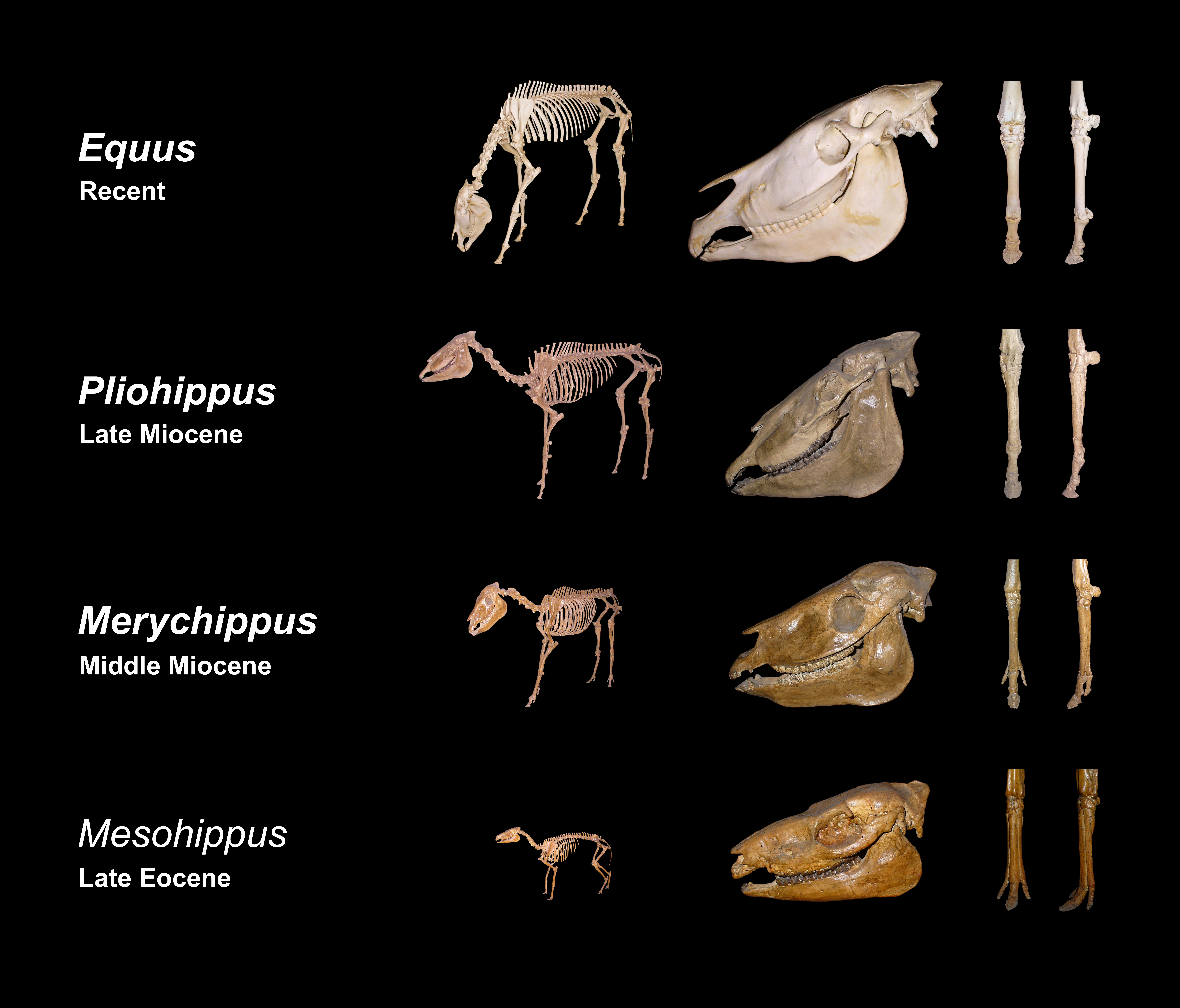
Schéma évolutif du cheval.

Le cheval est un exemple-phare de la théorie de l'évolution. Les nombreux fossiles retrouvés, dont les plus anciens datent de 60 millions d'années montrent qu'il descend d'un petit mammifère forestier possédant plusieurs doigts, qui s'est ensuite adapté aux plaines et aux steppes en devenant plus grand, et en développant son seul doigt médian comme point d'appui sur les sols durs. L'aboutissement est l'Equus du Pléistocène, toisant environ 1,40 m et se déplaçant sur quatre sabots. Une étude génétique réalisée sur un fragment d'os de cheval vieux d'environ 735 000 ans a permis de dater l'apparition de l'ancêtre commun à tous les Équidés modernes à quatre millions d'années.

### Origines du cheval domestique

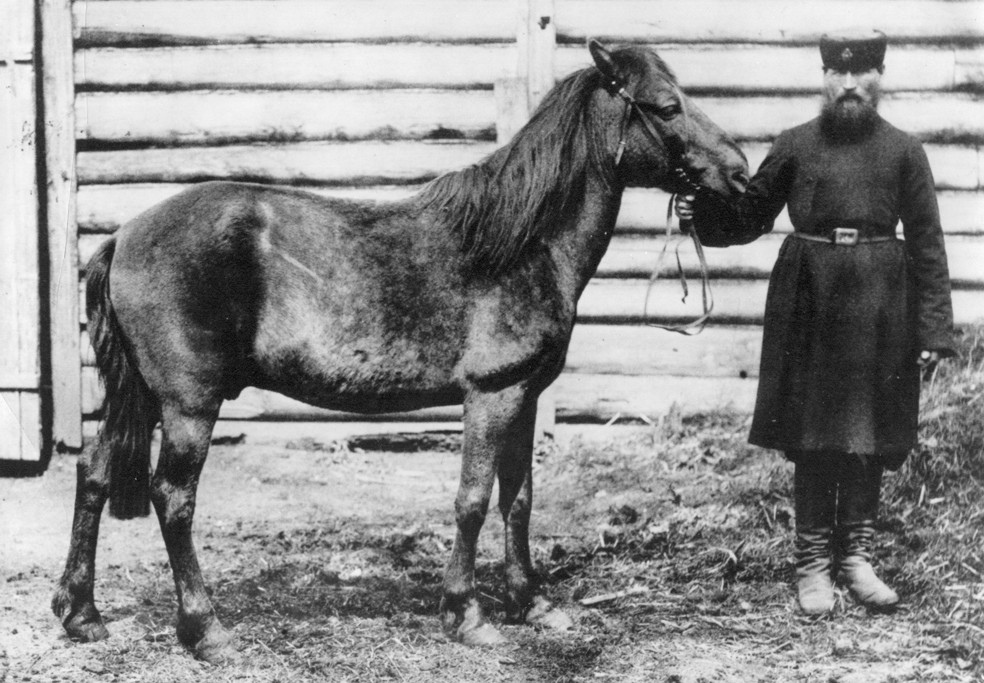
Un Tarpan des steppes, animal précurseur du cheval domestique.

L'unique théorie admise (notamment par l'archéologie) a longtemps voulu que les différentes races de chevaux domestiques soient le résultat d'un élevage sélectif opéré par l'être humain à partir d'une souche sauvage unique, probablement le Tarpan. La théorie « des quatre lignées fondatrices » postule au contraire que toutes les races de chevaux modernes descendent de quatre à sept sous-espèces, dont le cheval des forêts, le cheval de trait, le cheval oriental et le Tarpan.
Différentes études réalisées à partir d'analyses génétiques ont remis ces idées en question. Celle de Vilà postule que le cheval domestique descend de plusieurs sous-espèces adaptées à différents biotopes avant la domestication, des souches sauvages capturées et domestiquées en différents lieux d'Eurasie. En 2012, le fossé qui perdurait entre l'archéologie et la génétique est en partie comblé. Les premiers chevaux domestiques proviendraient bien de la partie occidentale de la steppe eurasienne (Ukraine, Kazakhstan et Russie) mais les très nombreux repeuplements des troupeaux de chevaux domestiques en juments sauvages ont pu faire croire en l'existence de différents foyers de domestication, tout en multipliant les lignées dans le pool génique du cheval domestique. Le cheval domestique proviendrait donc bien des steppes d'Eurasie à l'origine. Une étude en 2019 met en évidence, en plus des deux lignées de chevaux ayant perduré jusqu’à nos jours — les chevaux domestiques modernes et les chevaux de Przewalski —, deux lignées de chevaux aujourd’hui éteintes (une dans la péninsule Ibérique il y a 4 000 ans et une en Sibérie).
En 2021, une étude conduite par les paléogénéticiens du Centre national de la recherche scientifique a résolu l'origine des chevaux domestiques. Auparavant, il y avait beaucoup de troupeaux génétiquement distincts, mais entre 2 000 et 2 200 ans avant notre ère, avec la domestication, la situation a totalement changé. Un profil génétique originaire de la steppe pontique (nord du Caucase) a rapidement supplanté les autres. Il se caractérise par une colonne vertébrale plus forte et un comportement plus docile. Cette domestication est liée au développement des langues indo-iraniennes (mais décorrélé de la progression des langues indo-européennes vers l'ouest).

### Anatomie et morphologie

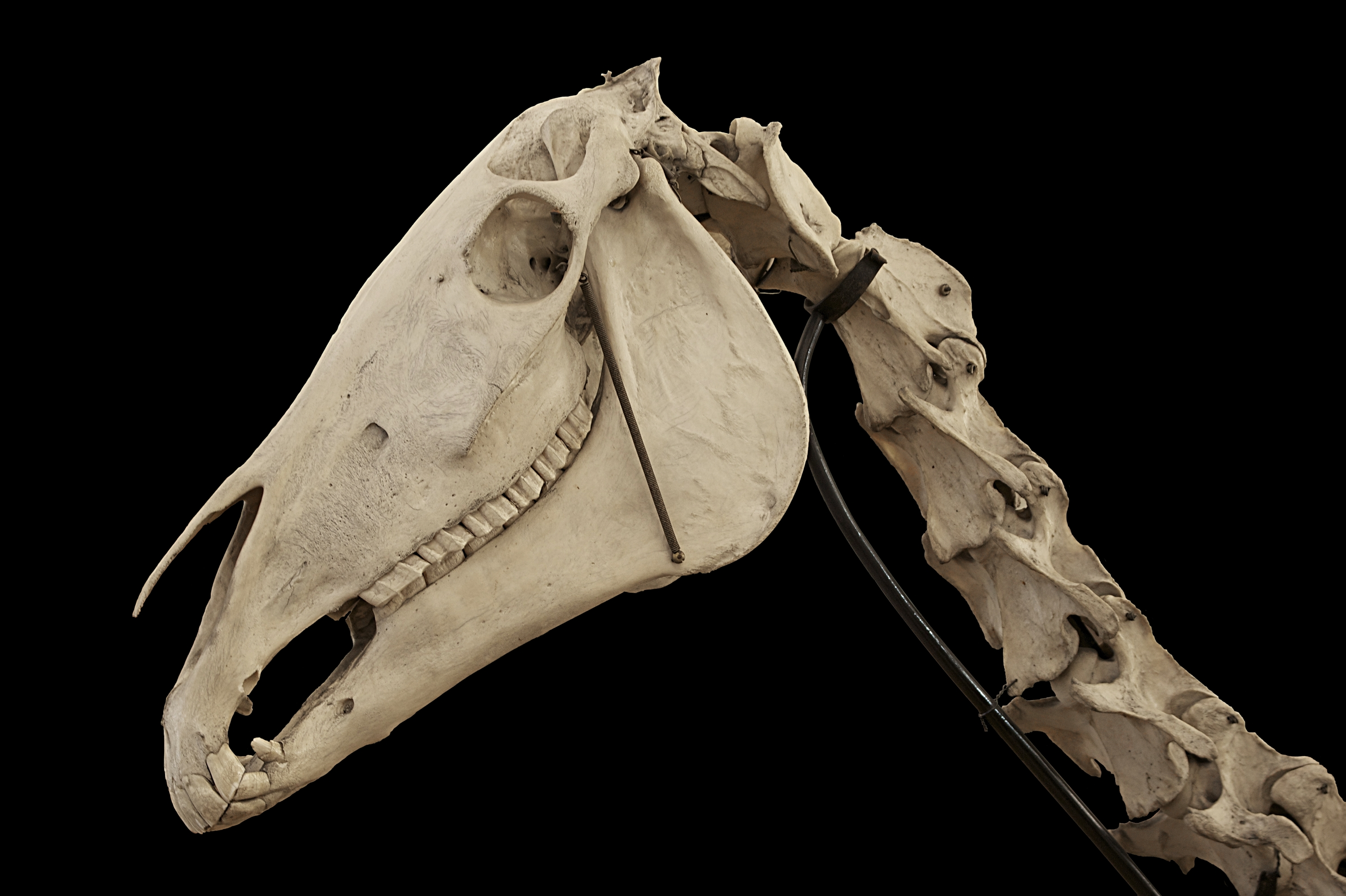
Crâne et vertèbres cervicales de cheval, exposés à l'École nationale vétérinaire d'Alfort.

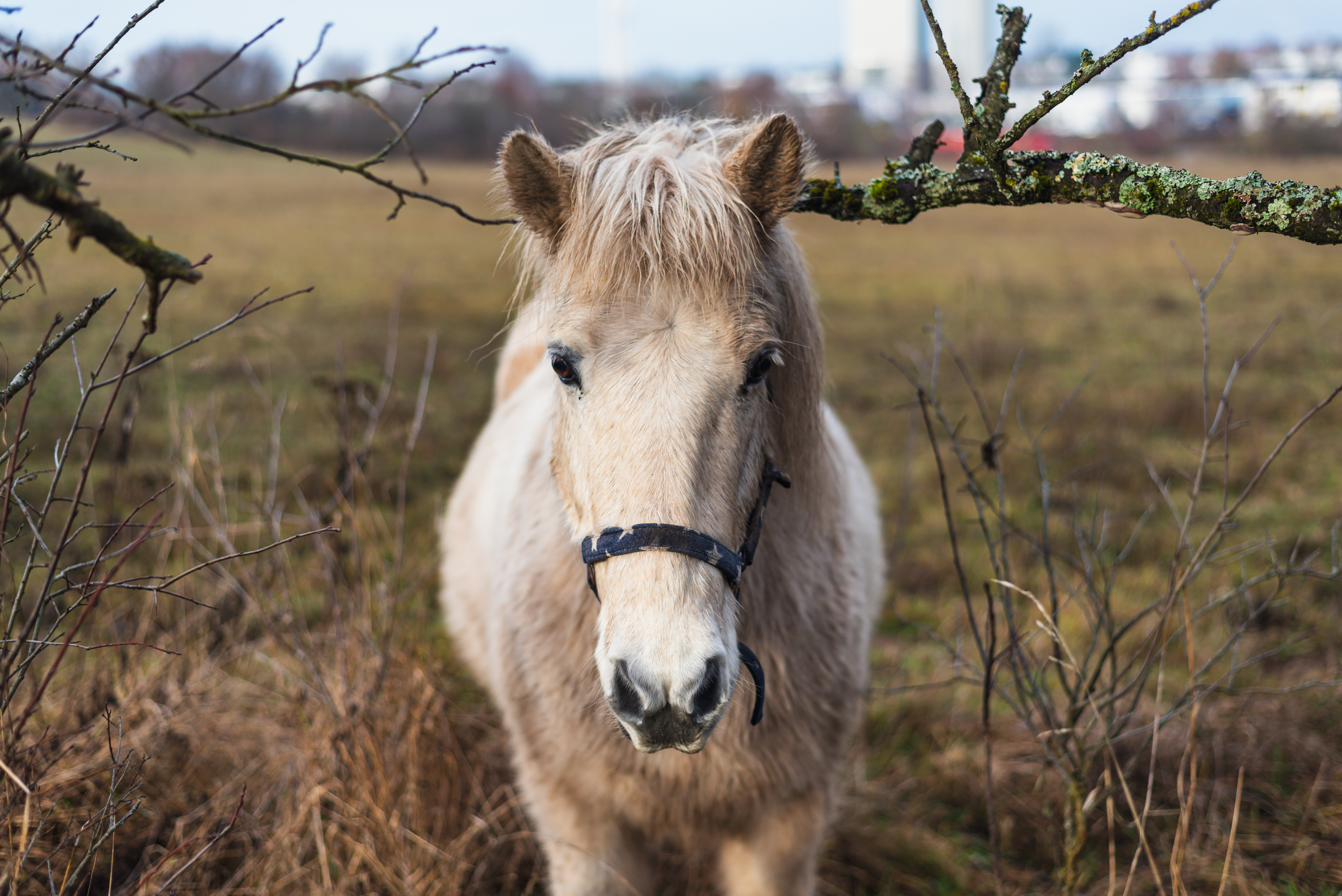
Portrait d'un cheval.

Le cheval est un animal quadrupède. Une terminologie spécifique s'applique aux différentes parties de son corps, dont des termes habituellement réservés à l'être humain, comme « bouche », « jambe », « nez » et « pied », contrairement à tout autre animal domestique. Sa hauteur se mesure au garrot, sorte de renflement situé à la jonction de l'encolure et du dos. Par convention, le cheval a trois parties externes principales : l'avant-main, qui comprend la tête, l'encolure et les membres antérieurs ; l'arrière-main composée de la croupe, des hanches, des membres postérieurs et de la queue ; et le corps, la partie centrale. Il porte une crinière et une queue dont les poils sont appelés crins. L'étude de sa morphologie permet de décrire et d'apprécier la beauté, les défectuosités et les tares d'un animal du point de vue humain.
L'anatomie du cheval comprend l'étude du squelette, des muscles, des tendons, du système digestif, respiratoire, reproducteur, cardiaque et nerveux. Il possède 469 muscles qui représentent environ la moitié de son poids. Toutes ses particularités anatomiques (incapacité à vomir, possibilité de bloquer ses jambes pour dormir debout en phase de sommeil léger, etc.) résultent de sa niche écologique, celle des grands herbivores dont la fuite rapide est la seule défense. Le pied du cheval est particulièrement important et doit faire l'objet de soins attentifs, justifiant l'expression populaire « pas de pied, pas de cheval ».

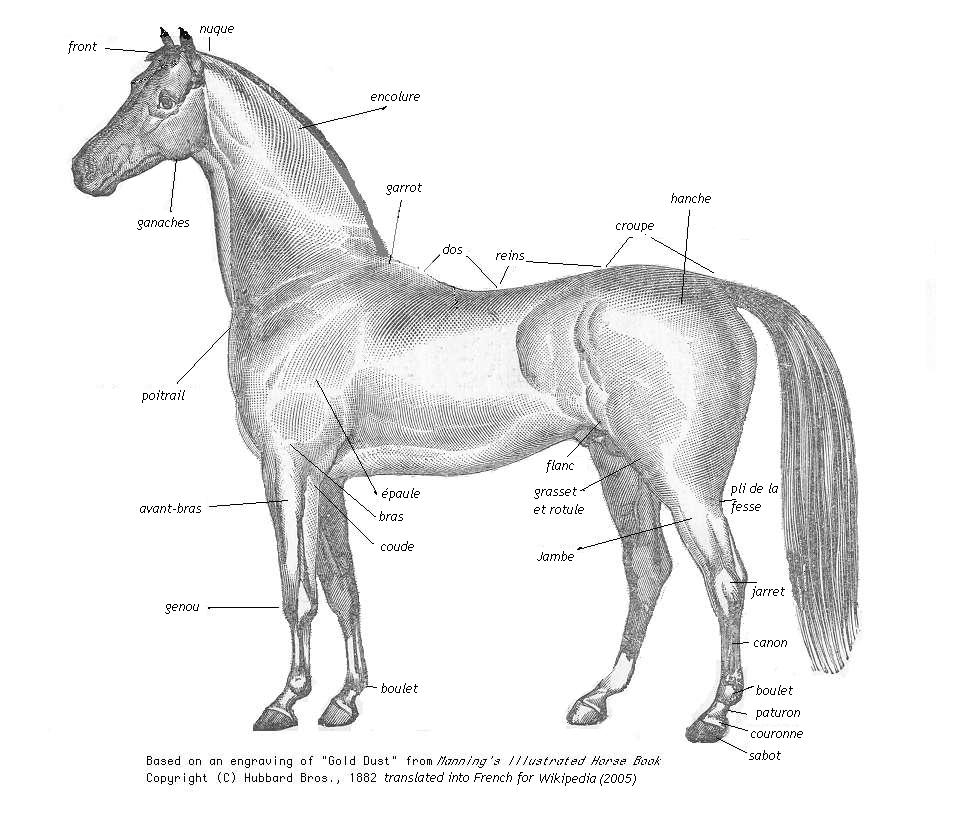
Schéma des parties externes du cheval.

### Types et races

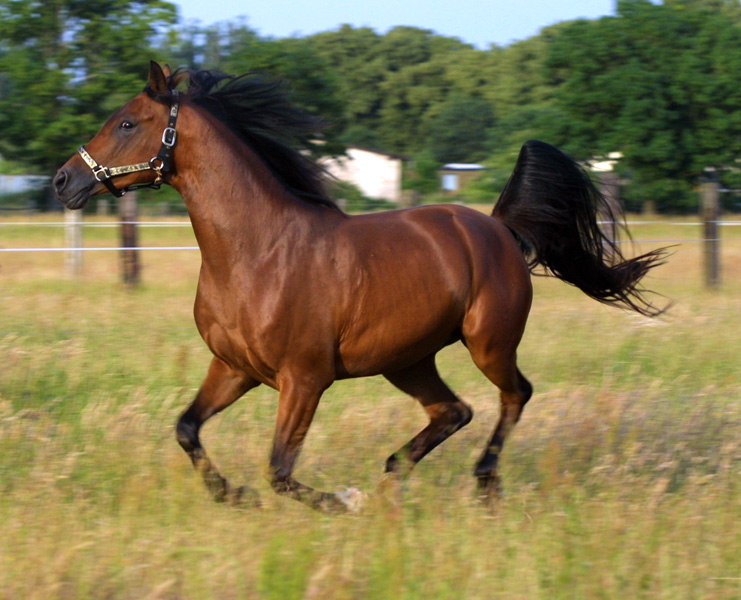
Le cheval arabe est l'une des races de chevaux de selle les plus typées et les plus connues.

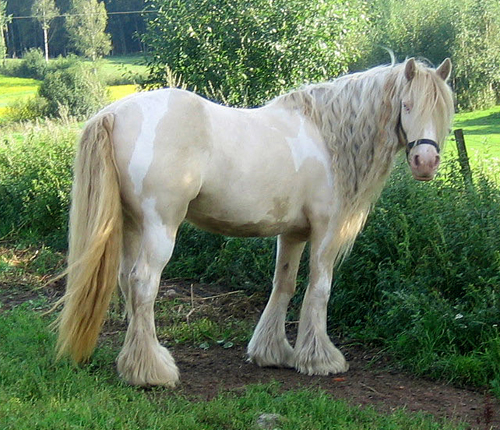
Le cheval de trait est de haute taille et de forte constitution, souvent avec des fanons abondants. Ici, un Gypsy cob, une race parfois classée comme cob, d'autres fois comme trait.

Les races issues de l'espèce chevaline sont nombreuses et variées. Cette grande diversité a pour origine leur adaptation à l'environnement (aptitude à jeûner, résistance aux hautes températures ou encore sûreté de pied en terrain montagneux), et surtout l'élevage sélectif puis les croisements opérés par l'humain sur le cheval domestique. Certains traits tels la rapidité, la capacité de portage ou encore celle à tracter de lourdes charges, ont été privilégiés. Les races sont généralement divisées en trois grandes catégories : les chevaux de trait destinés à la traction, les chevaux de selle destinés à être montés (y compris chevaux de sport pour le haut niveau) et les poneys. Les cobs, chevaux à deux fins pouvant être montés aussi bien qu'attelés, sont parfois classés à part. Pour le cheval comme pour bon nombre d'animaux domestiques, des listes d'ancêtres ont été établies et de nombreuses races possèdent un registre généalogique qui peut être fermé (seuls les animaux descendants d'animaux déjà enregistrés peuvent faire partie de la race) ou ouvert (le registre accepte des croisements avec d'autres races). L'inscription d'un cheval à un tel registre est soumise à des règles de signalement et de conformité au standard de race. Ces informations sont reprises par de vastes bases de données spécialisées.
Les races les plus connues incluent le Pur-sang, l'Arabe, le Frison, le Pure race espagnole et son voisin le Lusitanien, le Quarter Horse, le Percheron, le Fjord, le Haflinger et le poney Shetland. La liste des races de chevaux est toutefois riche de plusieurs centaines de races.

#### Poneys

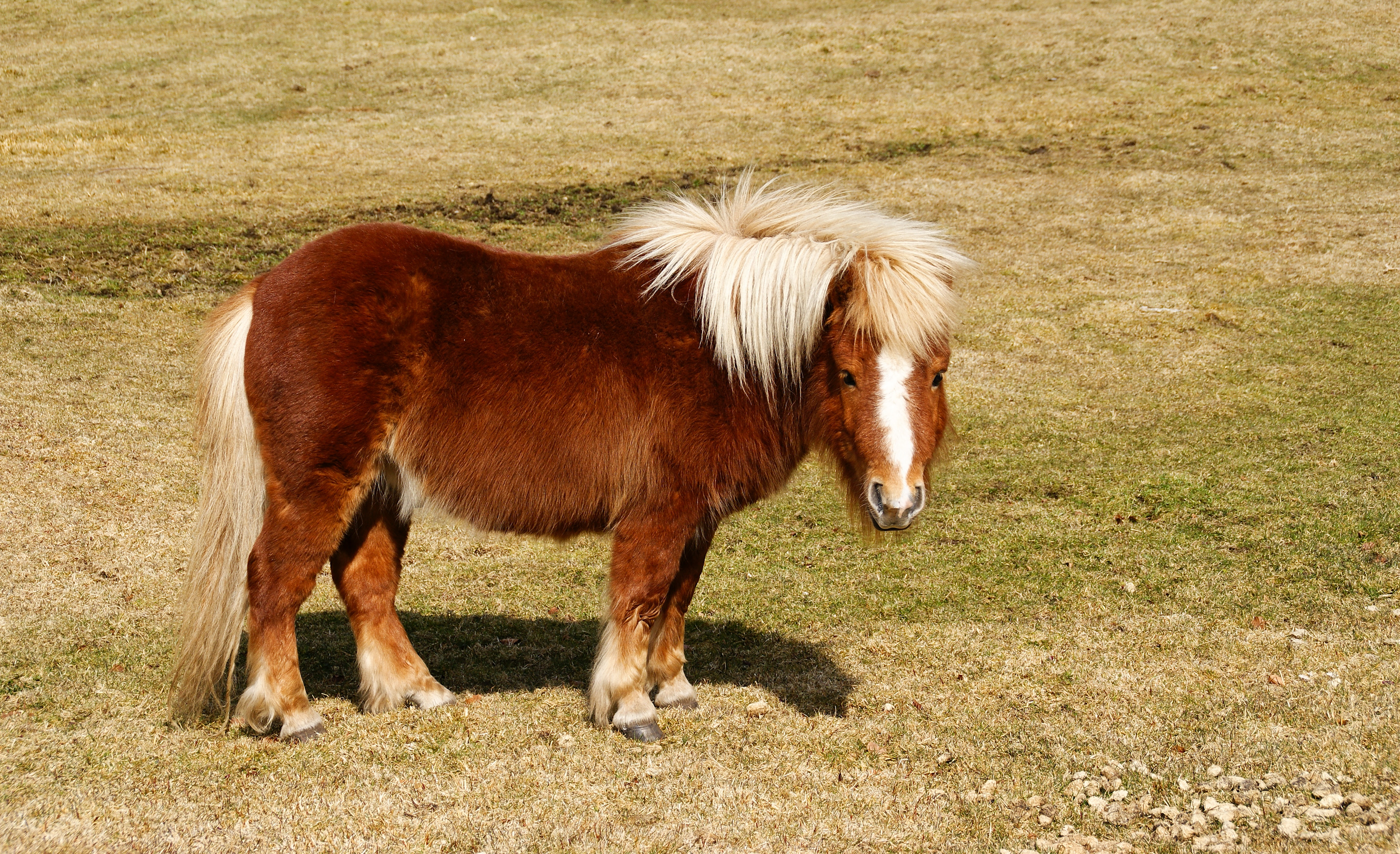
Les poneys, comme ce Shetland, se différencient souvent des chevaux par des caractères morphologiques spécifiques.

Le poney est un cheval de petite taille, souvent avec une conformation et un tempérament particuliers. Par rapport aux chevaux, ils présentent une crinière plus épaisse, une queue et un pelage plus fournis, ainsi que des jambes proportionnellement plus courtes, un corps plus large et une ossature plus lourde, bien que certains poneys puissent ressembler à des chevaux en modèle réduit. La Fédération équestre internationale (FEI) ne prend en compte que la taille pour définir un poney. Selon ses normes, tout cheval de moins d'1,50 m au garrot (ou 1,51 m ferré) est classé « poney », afin de faciliter les compétitions officielles.
Il y a toutefois des exceptions à cette classification, comme le Camargue et l'Islandais, dont les éleveurs et utilisateurs refusent le classement comme poney. Le cheval miniature, malgré sa taille de 70 cm en moyenne, possède les caractéristiques extérieures d'un cheval.

#### Marronnage

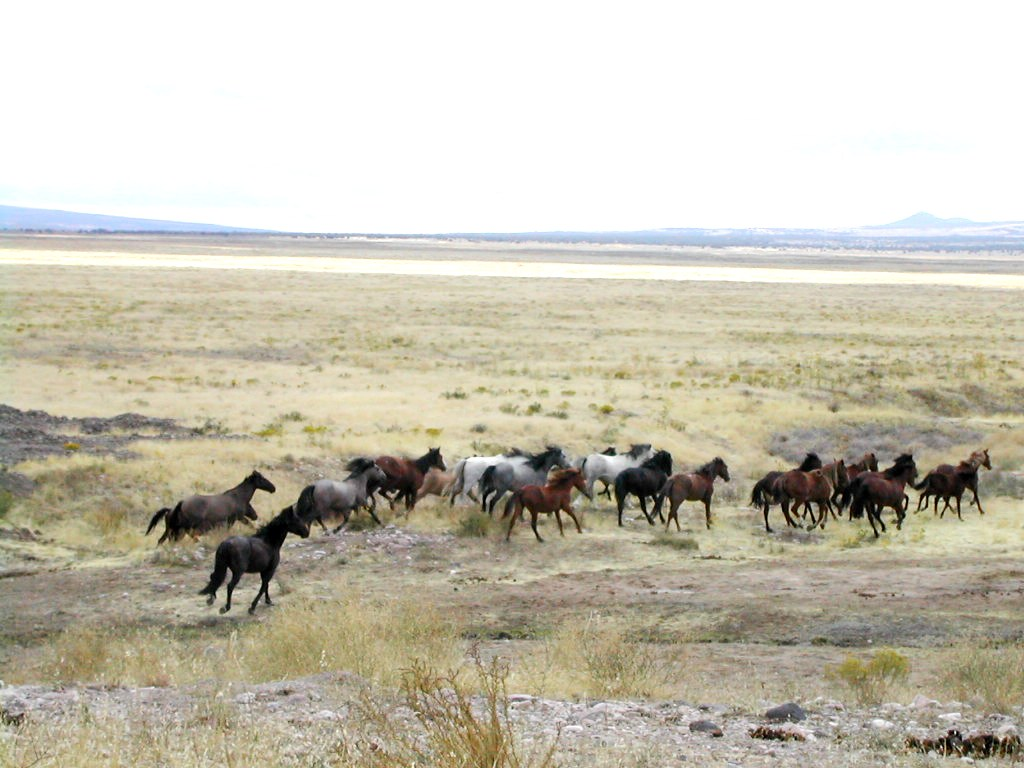
Troupeau de mustangs au galop.

De nombreux chevaux sont capables de retourner à l'état sauvage et de former des troupeaux. C'est le cas des mustangs aux États-Unis et des brumbies en Australie, qui sont considérés comme invasifs et provoquent des dégâts importants sur la flore et les sols. Seul le cheval de Przewalski est resté totalement sauvage.

#### Hybrides

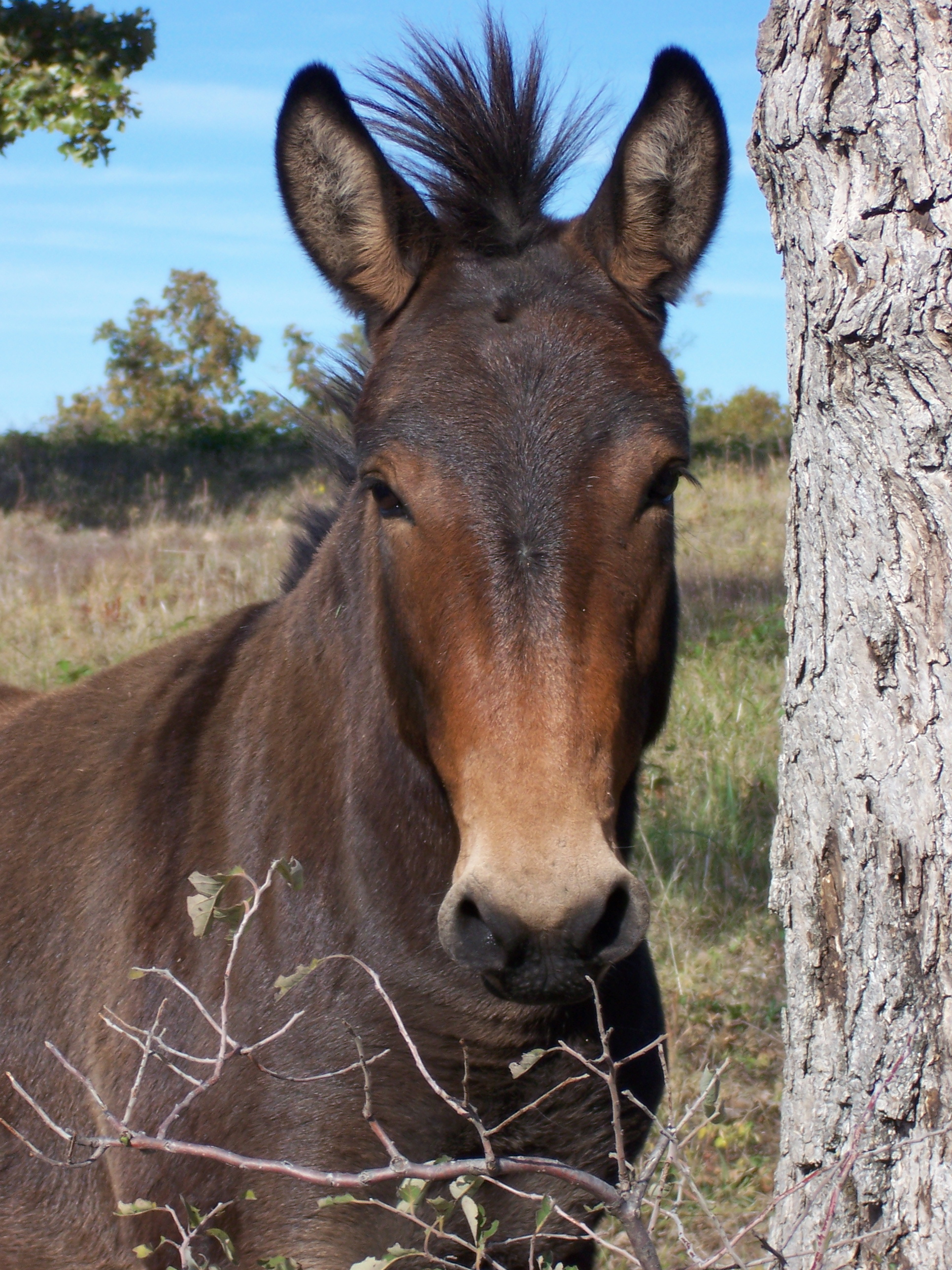
Un mulet, hybride né d'un âne et d'une jument.

Le cheval peut s'hybrider avec d'autres équidés, mais l'animal hybride est généralement stérile. Le produit d'un entier et d'une ânesse est un « bardot », celui d'un âne et d'une jument est un « mulet » ou une « mule », celui d'une jument et d'un zèbre est nommé « zébrule ».

### Robes et signalisations

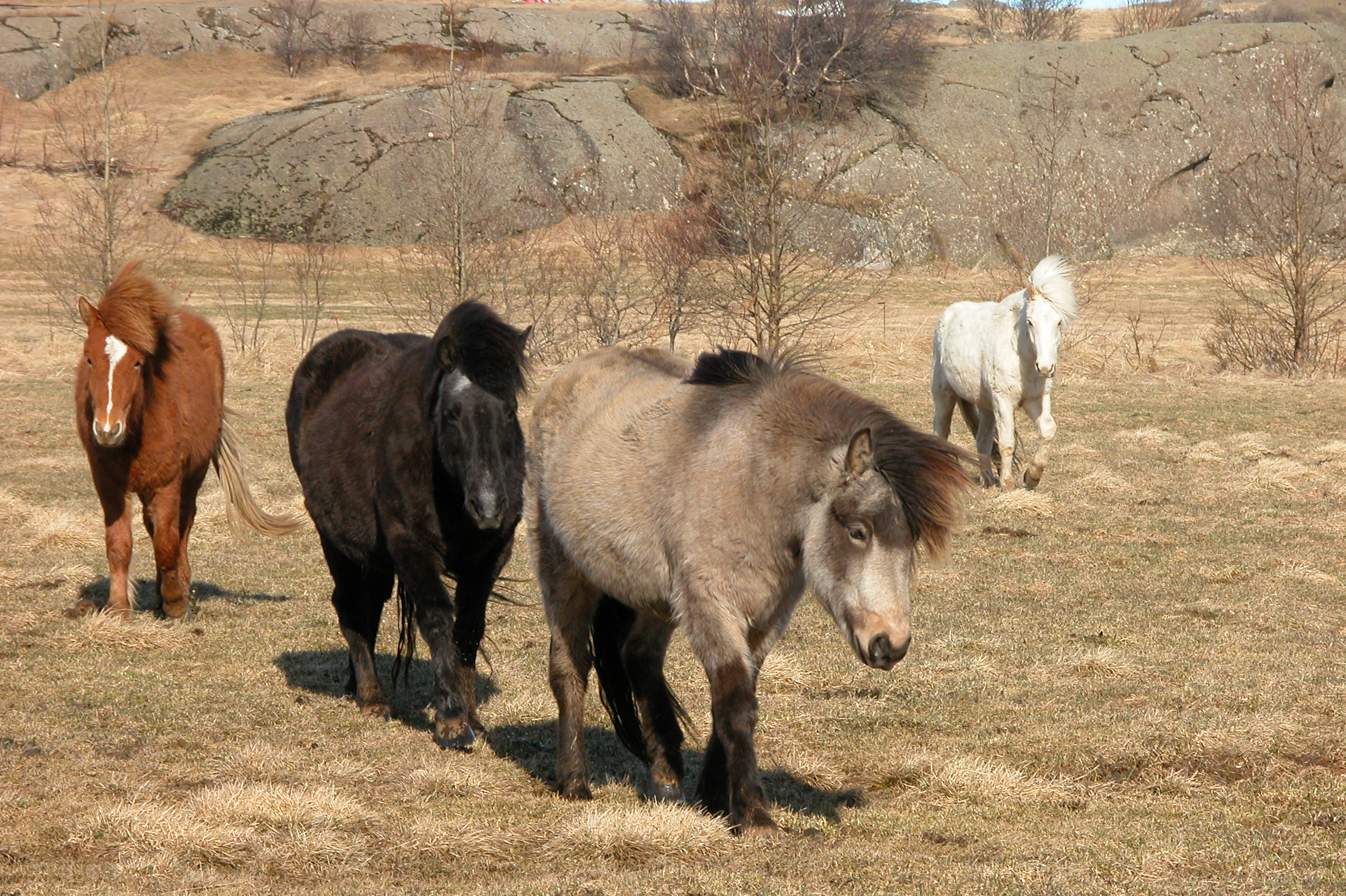
Chevaux islandais aux robes variées, dont un isabelle, un noir, un alezan et un palomino au fond.

La couleur des poils et des crins du cheval constituent sa robe. Très variées, elles sont un moyen d'identification de chaque animal, aussi font-elles l'objet d'une classification règlementée et d'un vocabulaire précis. Le nom des robes est basé sur la couleur des poils et des crins. Les plus courantes sont le bai, l'alezan et le gris.
Les épis sont des zones de directions irrégulières des poils, dont le nombre et les localisations sont relevés dans le signalement des chevaux, afin de permettre leur identification. Les chevaux possèdent parfois des marques blanches sur les membres ou sur la tête, dont la taille et la forme peuvent varier. Ce sont des facteurs d'identification, des termes précis existent pour les décrire. La balzane est une marque blanche au bas des jambes, suivant sa taille et sa forme, elle porte un nom différent.

### Éthologie et comportement

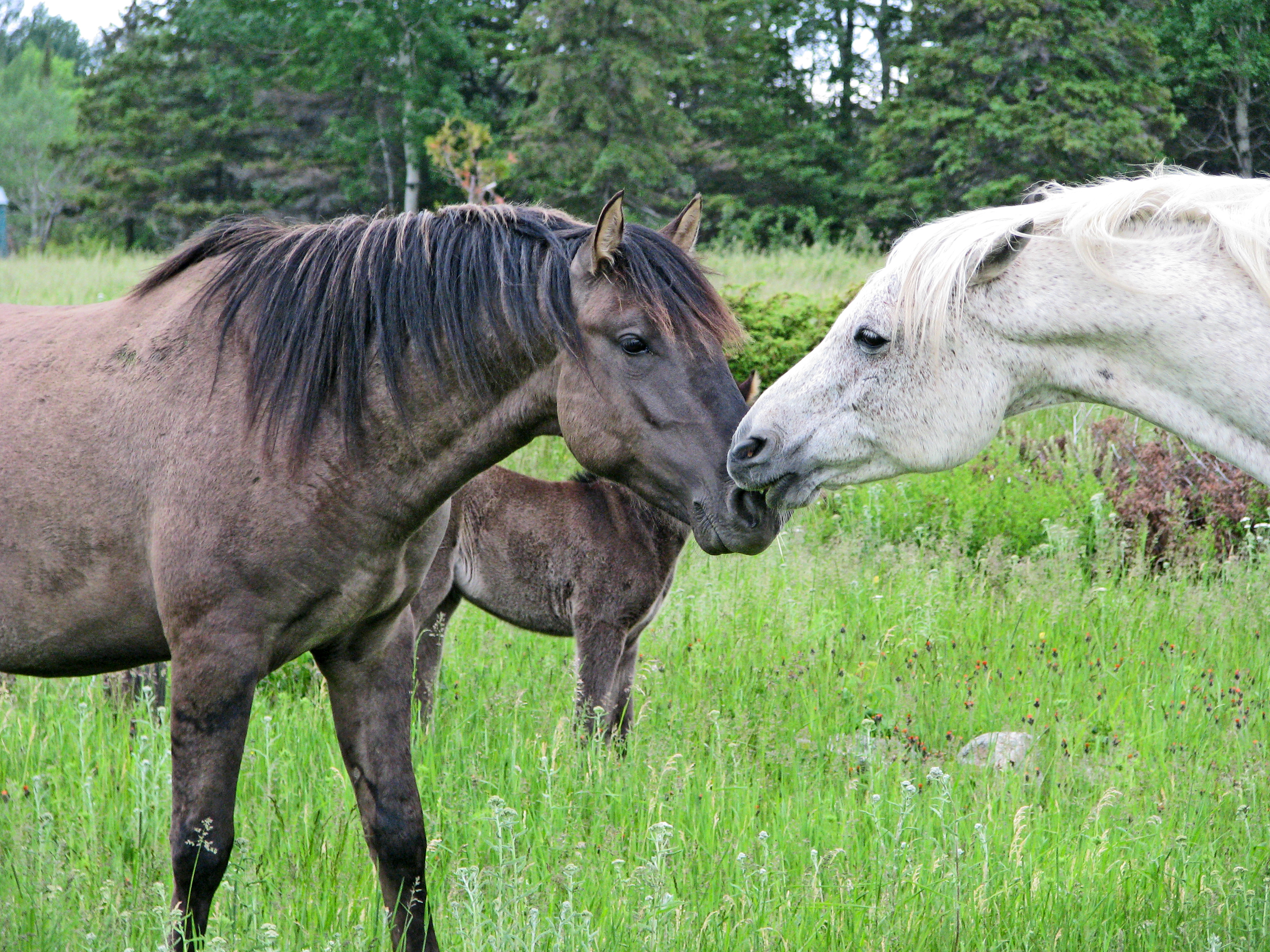
Les chevaux interagissent entre eux par des frottements et des grattages réciproques.

Le comportement du cheval fait l'objet de nombreuses études. Animal grégaire, le cheval vit en troupeaux d'une petite dizaine d'individus. Il passe la majeure partie de son temps à se nourrir. Il se rassure par des contacts physiques avec ses congénères, incluant des frottements et des grattages réciproques. Le cheval consacre environ 15 à 16 heures à s'alimenter, 5 à 7 h à se reposer, 1 à 2 h à se déplacer, 1 à 2 h à surveiller son environnement, et moins d'une heure aux autres activités.

#### Organisation du groupe
Un troupeau typique se compose d'un étalon (rarement deux), de trois à quatre juments — dont la plus âgée est souvent dominante — et de leurs poulains. Ces derniers sont ensuite chassés par l'étalon vers l’âge de deux ou trois ans, ou partent d'eux-mêmes pour créer leur propre harem et assurer leur descendance. Lorsqu'ils quittent leur troupeau natal, les jeunes chevaux se regroupent par 2 à 15, voire plus. En liberté, l'étalon se constitue un harem et se reproduit uniquement avec les juments de celui-ci. Si un autre étalon veut s'approprier un autre harem ou agrandir le sien, il s'ensuit une bataille entre mâles pour la domination du troupeau, se limitant généralement à des phases d'intimidations et d’investigation olfactive. Ces intimidations dégénèrent parfois en combats pouvant être violents. Ils ne sont qu'exceptionnellement mortels,. L'étalon vainqueur récupère le harem du perdant.
Une hiérarchie de type dominant/dominé est établie, généralement en fonction de l'âge des individus, de leur tempérament, etc. La hiérarchie est souvent pyramidale : A dominant B, qui domine C, qui domine D… Des hiérarchies triangulaires existent aussi : A domine B, B domine C, mais C domine A. Cette hiérarchie se stabilise au bout de quelques mois de vie commune, et n'est en général pas ou peu remise en cause. Au sein du groupe, l'ordre et la hiérarchie se maintiennent par des manœuvres d'intimidation, notamment via un langage corporel très développé. Indépendamment des relations hiérarchiques, le cheval adulte a très souvent des relations privilégiées avec un ou deux autres congénères avec qui il entretient des relations étroites, notamment avec des séances de toilettage mutuel.
Le cheval déteste la solitude. Son groupe lui permet d'assurer constamment une surveillance face aux prédateurs. Les chevaux domestiques entretiennent eux aussi, de solides amitiés avec certains compagnons de pré ou d'écurie.

#### Communication
Le cheval communique généralement par le canal visuel, grâce au langage corporel. L'étude de sa gestuelle, des mouvements d'oreilles et des attitudes de sa tête permet de déterminer son humeur. Il couche ses oreilles en arrière s'il est en colère, et les pointe vers l'avant s'il est attentif. Il emploie le hennissement lorsqu'il ne peut pas voir d'autres chevaux, le plus souvent afin de les appeler. Les chevaux recourent au hennissement dès leur plus jeune âge, c'est un moyen pour eux d'exprimer des émotions fortes.
Les contacts entre chevaux peuvent être agressifs (morsure, coup de pied, bousculades) ou bien démontrer une affinité entre congénères, un exemple étant le toilettage mutuel. Le cheval analyse des odeurs en effectuant un flehmen, comportement particulier de flairage permettant l'activation de l'organe voméro-nasal qui a la particularité de détecter les phéromones. La possibilité d'une communication par télépathie est parfois évoquée. Cette communication intuitive permettrait au cheval de ressentir l'état d'esprit de ses congénères et des humains. Cette hypothèse n'est pas reconnue par la communauté scientifique.

#### Sommeil

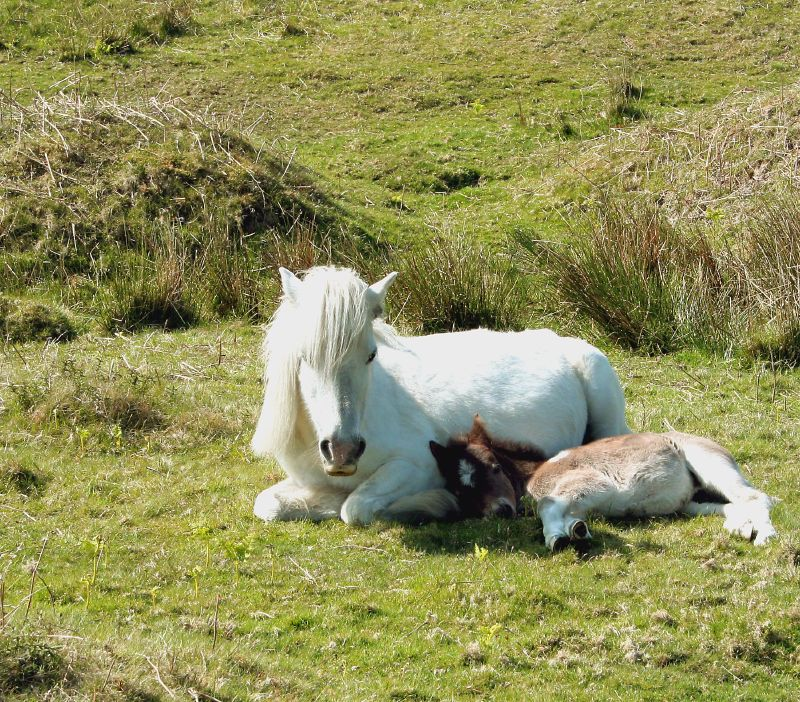
Le cheval ne dort pas toujours debout. Il se couche parfois « en vache » comme cette ponette grise, et s'allonge entièrement sur le sol pour les phases de sommeil paradoxal, comme le fait ce poulain.

Comme la plupart des grands herbivores, le cheval dort peu, de trois à cinq heures par jour, en raison de sa vulnérabilité aux prédateurs. La croyance bien connue selon laquelle il dort debout provient de sa capacité à bloquer ses jambes pour somnoler dans cette position. Il ne s'agit toutefois que de sommeil léger. Pour ses phases de sommeil profond et de sommeil paradoxal, le cheval doit s'allonger entièrement. Dans cette position, il peut rêver.

### Reproduction et développement

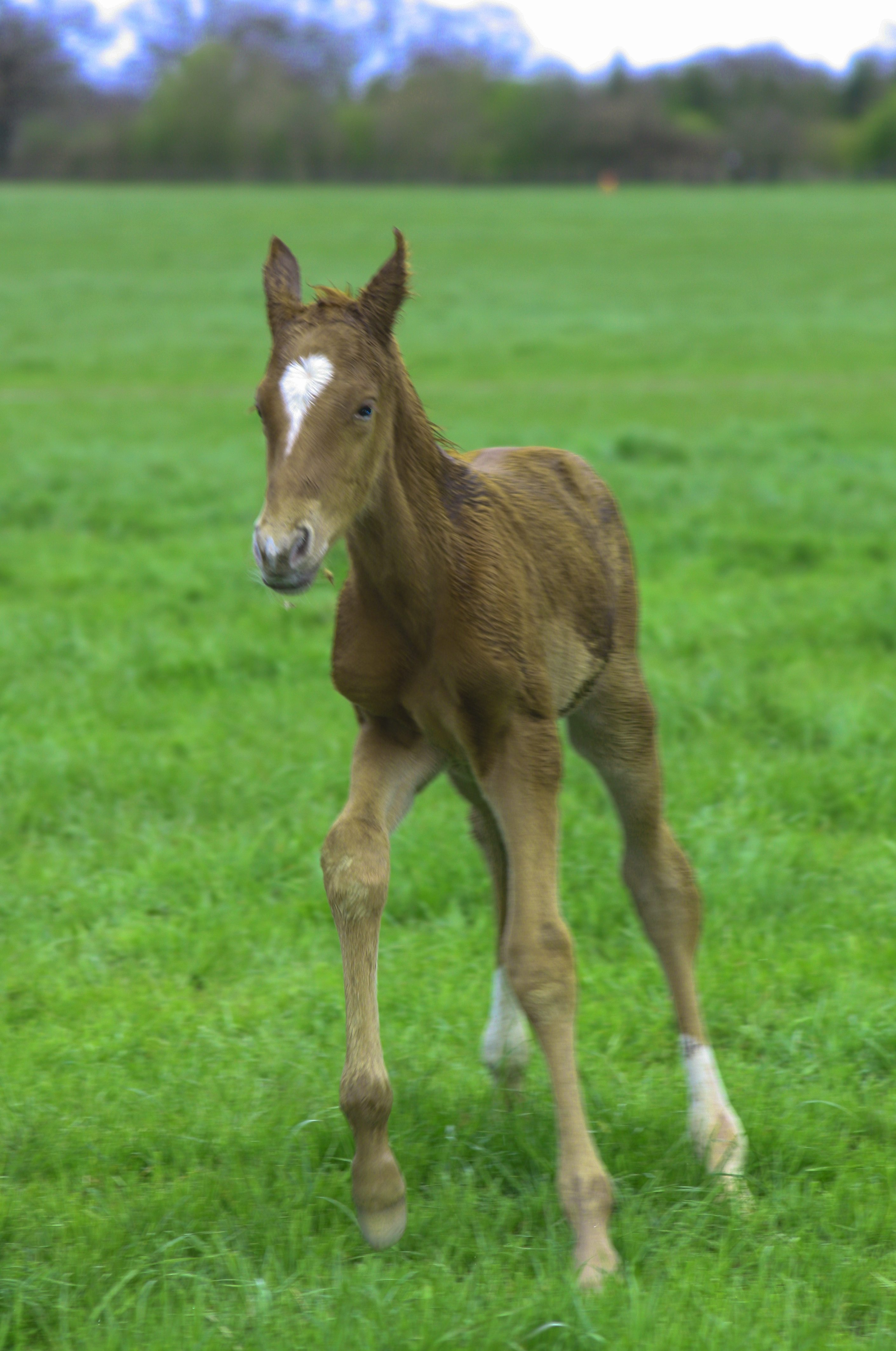
Un poulain nouveau-né. Ses longues jambes lui permettent de courir peu après la naissance afin d'échapper aux prédateurs.

En liberté, le mâle manifeste son activité sexuelle dès l'âge d'un an à dix-huit mois, et la jument est apte à pouliner dès deux ans. En captivité, entiers et juments sont rarement autorisés à se reproduire avant l'âge de trois ans. La fécondation s'effectue de plus en plus souvent par insémination artificielle en sperme congelé. Une éjaculation d'un étalon est en moyenne de 70 ml. Cette technique permet aux éleveurs de disposer plus facilement d'un large choix de géniteurs mâles pour leurs poulinières. Pour des raisons économiques, certains éleveurs recherchent une naissance précoce au début de l'année, et parviennent à déclencher des chaleurs chez la jument en jouant par exemple sur l'intensité de l'éclairage.
La durée de gestation est en moyenne de onze mois, soit 330 jours. La jument donne naissance à un poulain à la fois, sauf exception, généralement au printemps. Il peut marcher moins d'une heure après la naissance, et doit téter le colostrum de sa mère avant deux jours.
Un cheval de quatre ans est généralement considéré comme adulte, bien que son squelette continue de se développer jusqu'à huit ans. Sa croissance dépend étroitement de sa taille, sa race, son sexe, et la qualité des soins qui lui sont prodigués. En fonction de la maturité, de la race, et du travail attendu, les chevaux sont d'ordinaire débourrés et montés entre deux et quatre ans. Bien que les Pur-sangs, réputés pour leur précocité, puissent être montés dès deux ans dans certains pays, les chevaux de sport équestre ne le sont pas avant trois ou quatre ans car leurs os et leurs muscles ne sont pas totalement développés. En compétition d'endurance, les chevaux ne sont pas autorisés à concourir avant cinq ans révolus. L'âge où vient la vieillesse n'est qu'une notion subjective, mais elle se situe le plus souvent entre 16 et 20 ans. Il n'existe ni race précoce ni race tardive, tous les chevaux ont la même croissance. Les os de la colonne vertébrale sont les derniers à se solidifier (vers 7-8 ans) c'est pourquoi débourrer trop tôt est dangereux pour le cheval.

### Allures et mouvements

#### Naturels

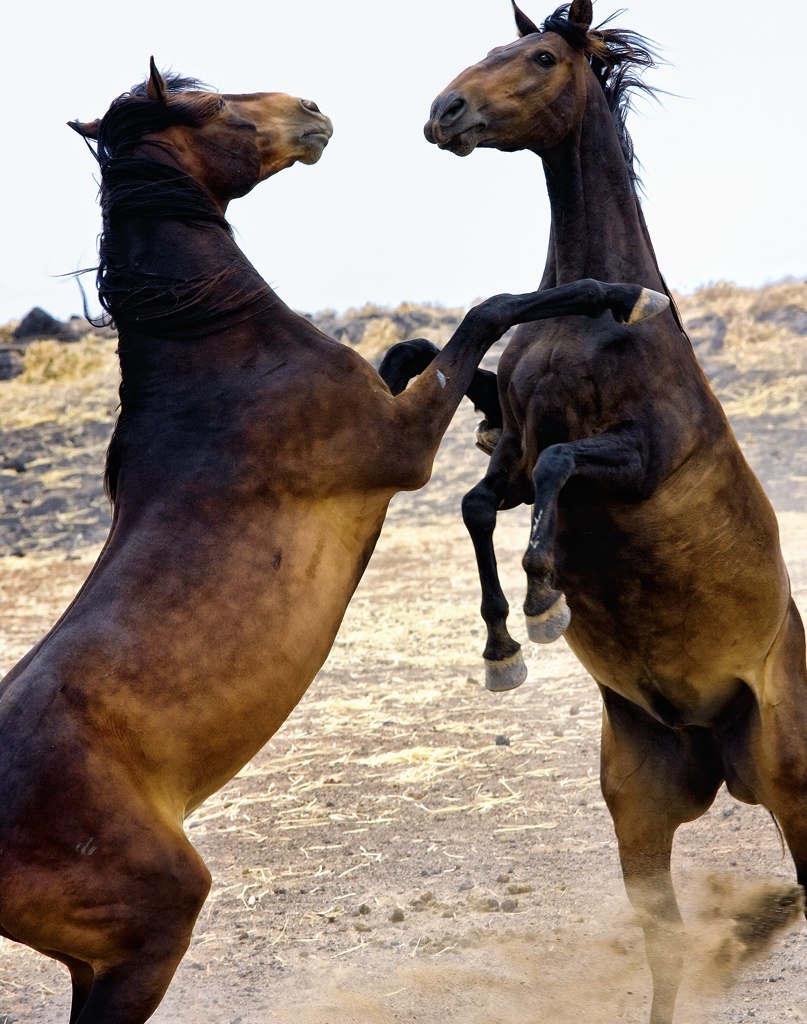
Les chevaux qui jouent peuvent se cabrer lors de simulacres de combat.

Les différentes façons dont le cheval se meut sont nommées allures. Tous les chevaux en possèdent naturellement trois. Le pas, la plus lente, est en quatre temps et correspond à une vitesse de 8 ou 9 kilomètres par heure. Le trot, allure intermédiaire et sautée à deux temps, permet habituellement d'atteindre une vitesse de 15 à 18 km/h. Le galop, la plus rapide, est une allure en trois temps, basculée et sautée, permettant d'atteindre une vitesse moyenne de 20 à 25 km/h, jusqu'à 60 km/h chez le Pur-sang. Certains chevaux sont capables d'aller l'amble, allure où les deux membres d'un même côté se déplacent simultanément.
Le cheval saute naturellement les obstacles qui se présentent à lui, et effectue parfois des sauts sur place. Il connaît le cabrer et la ruade, mouvements qui témoignent généralement d'une volonté d'attaque ou de défense de sa part.

#### Artificiels
Le dressage permet d'apprendre de nouveaux mouvements au cheval. L'apprentissage du rassembler est souvent nécessaire afin de les obtenir. Le pas espagnol est un pas lent caractérisé par une forte extension des membres antérieurs, le passage, un trot majestueux, et le piaffer, un passage sur place. Le dressage classique inclut aussi des airs relevés travaillés à partir du cabrer et de la ruade, comme la levade, la croupade, la pesade et la cabriole.
Les allures peuvent présenter des irrégularités, telles l'aubin (mélange de trot et de galop) et le traquenard (trot désuni).

### Sens

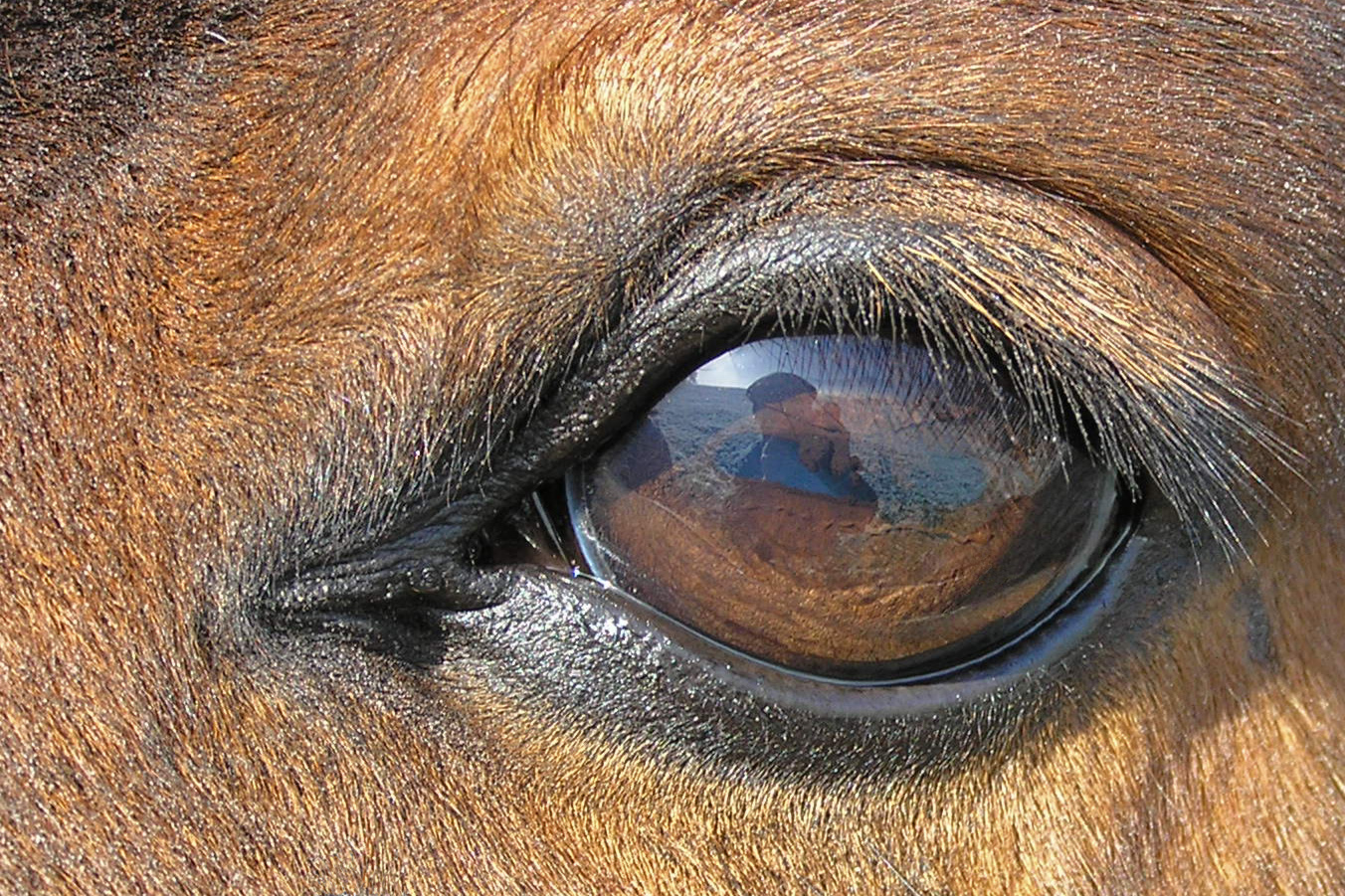
Œil du cheval.

Le cheval possède cinq sens, mais l'existence d'un sixième sens lui permettant de prévoir le climat ou un danger est souvent évoquée. Les plus développés sont l'odorat, l'ouïe et le toucher. Sa vision est bichromatique, son angle de vue de 340 degrés, mais son acuité visuelle est moyenne à médiocre bien qu'il voie très clair durant la nuit. Son ouïe, très fine, lui permet de prévoir les tremblements de terre, de percevoir les ultrasons et de détecter les prédateurs.
Il possède un sens développé de l'odorat lui permettant entre autres de trouver de l'eau et de détecter une femelle en chaleur à 800 m, et un organe de Jacobson pour analyser les odeurs pendant le flehmen.
Le cheval est en principe peu attiré par le goût sucré, mais la fréquentation de l'être humain l'y a habitué. Il possède un sens du toucher très développé sur la tête et le dos, et peut faire frémir une partie de son corps afin de chasser les mouches qui s'y posent. Son pied est sensible aux variations de pression. Ses lèvres sont entourées de poils sensibles appelés vibrisses, comparables aux moustaches du chat.

### Alimentation et digestion

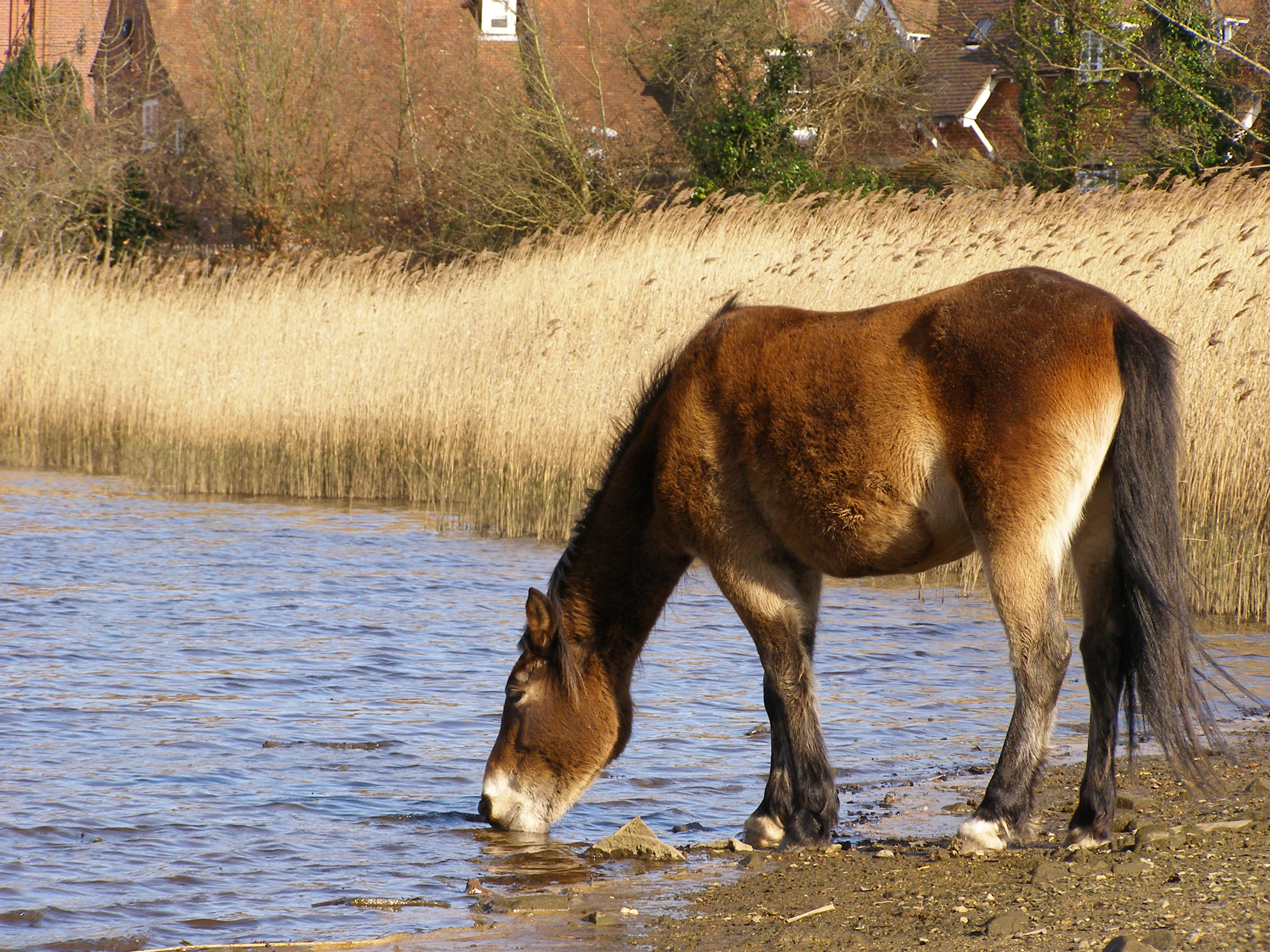
Les chevaux ont besoin d’une importante quantité d'eau propre à disposition chaque jour.

Les chevaux sont des herbivores non-ruminants. Ils disposent d’un seul estomac, capable de digérer les fibres végétales qui proviennent de l’herbe et du foin, grâce à une fermentation par micro-organismes. Ce processus se déroule dans la partie du système digestif appelée cæcum, et aboutit à la décomposition de la cellulose, principal composant des fibres végétales. Les chevaux préfèrent manger de petites quantités de nourriture de façon régulière tout au long de la journée. Cela n'est pas toujours compatible avec la vie dans les écuries, ni avec les plannings des humains, qui favorisent le nourrissage deux fois par jour.
Le système digestif du cheval est délicat. Il est incapable de régurgiter sa nourriture, sauf depuis l’œsophage. Aussi, en cas d’excès de nourriture ou d’empoisonnement, vomir n’est pas possible pour lui,. En outre, son côlon est particulièrement long et complexe, l'équilibre de la flore intestinale dans le cæcum peut être facilement bouleversé par des changements rapides d’alimentation. Ces facteurs le rendent sujet à des coliques, qui s’avèrent être la première cause de mortalité chevaline. Ils requièrent une nourriture propre et de grande qualité, fournie à intervalles réguliers, et peuvent tomber malades lorsqu’ils subissent un brusque changement de régime alimentaire. Les chevaux sont également sensibles aux moisissures et aux toxines. Pour cette raison, ils ne doivent jamais être nourris par des matières fermentables contaminées, comme la tonte de gazon.

### Tempérament

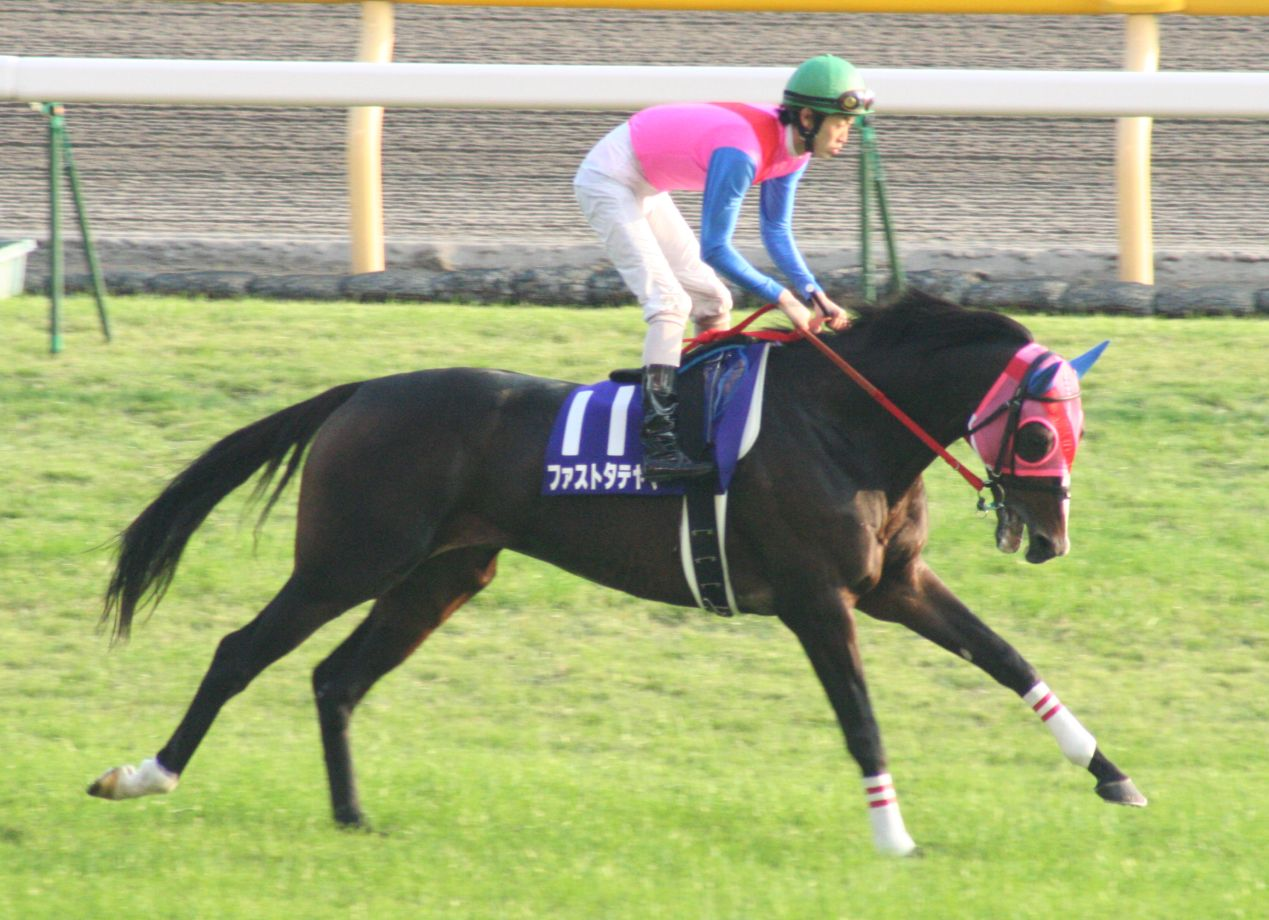
Les chevaux dits à sang chaud, comme ce Pur-sang, sont fins, vifs et nerveux.

Les chevaux étant des mammifères, ils ont toujours le sang chaud biologiquement parlant. Des termes tels que « cheval à sang chaud », « cheval à sang froid » et « proche du sang » sont utilisés pour décrire le tempérament de l'animal.
Le races dites « à sang chaud » sont surtout d'origine orientale et incluent l'Akhal-Teké, le Barbe, l'Arabe, le Turkoman et les Pur-sang développés à partir de ces derniers. Ils sont élevés pour leur agilité et leur vitesse ;  vifs, ils apprennent rapidement. Physiquement raffinés, leur peau est mince, leur silhouette longiligne, et leurs jambes longues. Ces races ont été importées en Europe depuis le Moyen-Orient et l'Afrique du Nord lorsque les éleveurs souhaitèrent insuffler des qualités de vitesse et de vivacité aux montures de la cavalerie légère.
La plupart des chevaux de trait, puissants et musclés, sont « à sang froid ». Ils sont élevés à l'origine pour leur force, leur calme et leur patience, des qualités nécessaires pour tirer une charrue ou un lourd charriot rempli de passagers. Ils sont parfois surnommés les « doux géants ». Les races les plus connues incluent le trait belge et le Clydesdale. Certains, comme le Percheron, sont un peu plus légers et vifs. D'autres, comme le lent et puissant Shire, sont créés pour labourer les champs aux sols lourds à base d'argile. Les chevaux à sang froid regroupent aussi quelques races de poneys comme le Fjord.

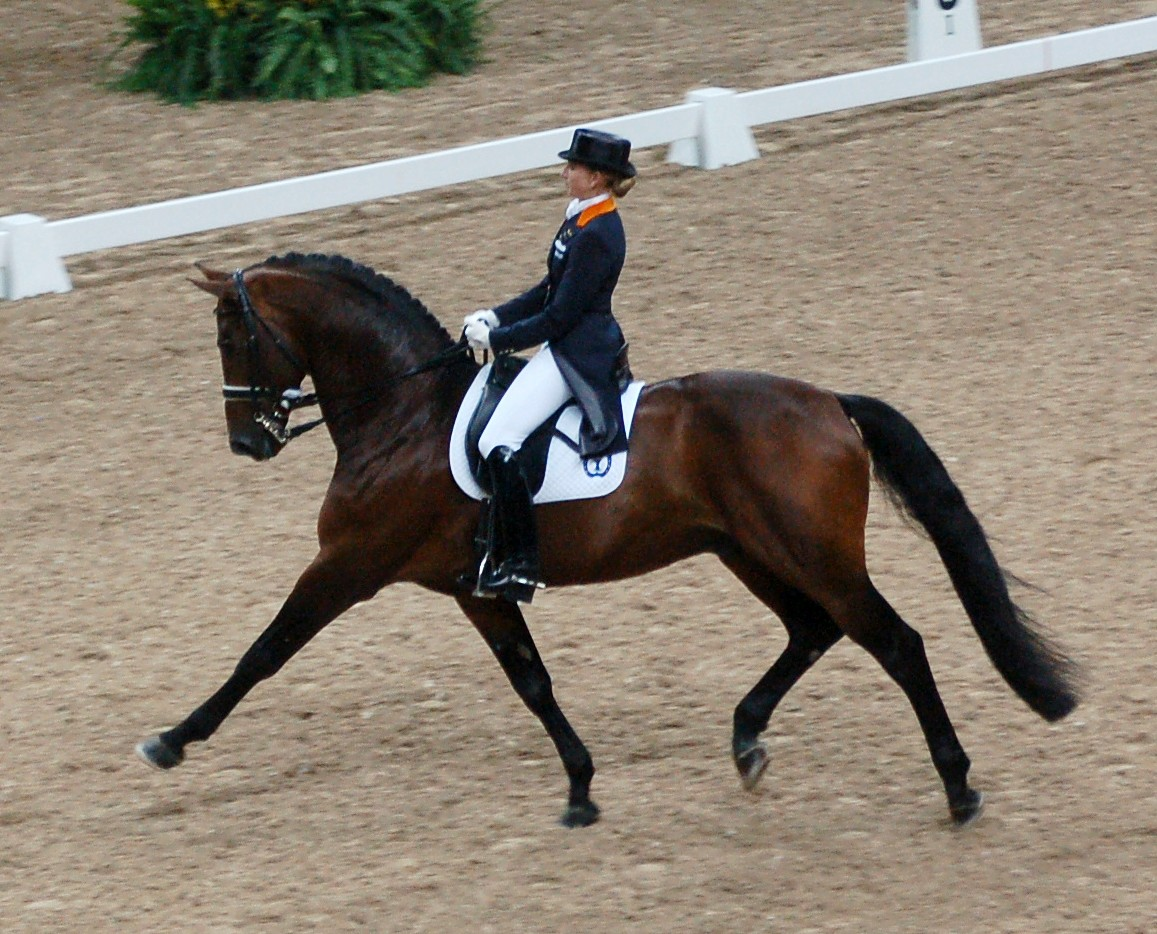
Le demi-sang moderne est grand, mais agile et athlétique.

Les demi-sang (ou Warmblood) comme le Selle français, le Hunter irlandais, le Trakehner ou le Hanovrien, sont à l'origine des montures produites pour l'armée et issues du croisement de cheptels locaux à sang froid avec des chevaux à sang chaud, comme l'Arabe ou le Pur-sang, afin d'obtenir un cheval ayant davantage de raffinement que le cheval de trait, mais aussi une plus grande taille et un tempérament plus calme que les chevaux de sang. Certains poneys demi-sang ont été développés par croisement des cheptels locaux avec des chevaux de sang, par exemple le Connemara. Désormais, les termes « demi-sang » et « warmblood » tendent à désigner un type spécifique de races qui dominent les sports équestres olympiques du dressage et du saut d'obstacles depuis les années 1970. Avant cette date, le terme français (demi-sang) désignait tout croisement entre une race dite à sang froid et une race dite à sang chaud. Parfois, ce terme est utilisé pour faire référence à des races de chevaux légers autres que les Pur-sangs.

### Intelligence et apprentissage

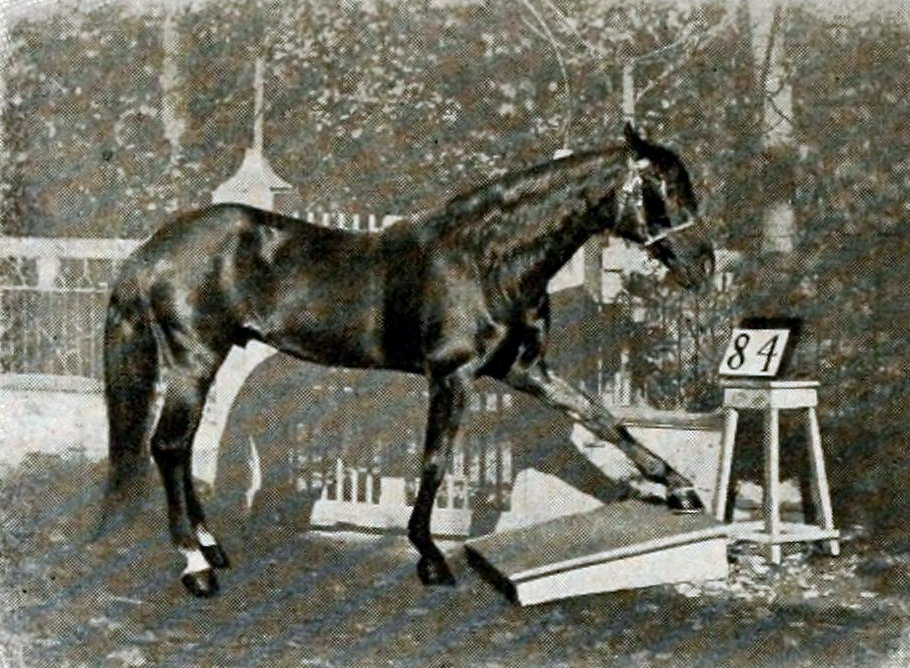
Au début du XX, Hans le Malin le cheval « intelligent », a défrayé la chronique. Il interprétait en réalité les mouvements subtils de son public.

Par le passé, les chevaux ont souvent été considérés comme des animaux stupides et incapables d'abstraction, soumis à leur seul instinct grégaire. Depuis le début du XXe siècle, des études (et des faits comme l'affaire Hans le Malin) ont mis en évidence leurs facultés cognitives dans la résolution d'un certain nombre de tâches quotidiennes, incluant la recherche de nourriture et la gestion de l'organisation sociale. Les chevaux sont également doués de bonnes habilités de visualisation spatiale. Ils sont capables de reconnaître les humains qui les côtoient (et de se reconnaître entre eux) à partir du simple son d'une voix ou des traits d'un visage.
Ils font preuve d'intelligence dans la résolution de problèmes, sont doués de facultés d'apprentissage et retiennent les connaissances qu'ils ont acquises. Leurs résultats sont excellents en apprentissage simple, les chevaux sont aussi capables de résoudre des problèmes cognitifs avancés qui impliquent la catégorisation et l'apprentissage de concepts. Ils répondent bien à l'habituation, à la désensibilisation, au conditionnement pavlovien et au conditionnement opérant. Leur renforcement peut être positif comme négatif. Une étude suggère même que les chevaux sont capables de compter jusqu'à quatre.
Les chevaux domestiques tendent à savoir résoudre des problèmes plus complexes que les chevaux sauvages, parce qu'ils vivent dans un environnement artificiel qui inhibe leur comportement instinctif tout en apprenant des tâches non-naturelles. Les chevaux sont, de manière générale, très sensibles aux habitudes. Ils répondent et s'adaptent bien mieux lorsque les mêmes routines et techniques sont utilisées de manière cohérente. Certains formateurs estiment que l'« intelligence » des chevaux est un reflet de celle de leur formateur, qui utilise efficacement les techniques de conditionnement et de renforcement positif pour former chaque animal à la manière qui correspond le mieux à ses inclinations naturelles. D'autres personnes qui travaillent régulièrement avec des chevaux notent que la personnalité peut aussi jouer un rôle pour déterminer comment un animal donné répond à des expériences diverses.

### Santé

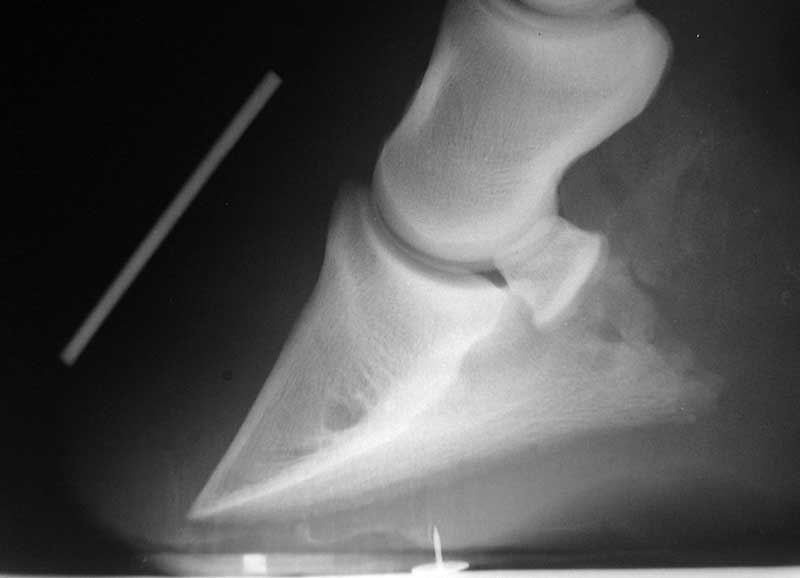
Radiographie d'une fourbure, avec le basculement de la troisième phalange du pied.

À l'état sauvage ou domestique, le cheval peut-être affecté par des parasites et des maladies telles que le tétanos, la grippe équine, la rage, la gourme, différentes affections respiratoires (emphysème...) et l'anémie infectieuse des équidés. L'une des maladies les plus « classiques » chez le cheval est la fourbure, qui peut avoir différentes causes et se traduit par de vives douleurs au niveau des pieds. La myoglobinurie, ou « maladie du lundi », et le « coup de sang » affectent les chevaux mis au travail dans de mauvaises conditions. Les coliques, des troubles du système digestif, sont particulièrement dangereuses et difficiles à soigner et à prévenir, rendant nécessaire un contrôle strict de l'alimentation du cheval domestique. Les maladies cardiaques, circulatoire, nerveuses, et les « vices d'écurie » n'affectent que les chevaux domestiques dans certaines conditions. Les déformations permanentes du corps du cheval sont appelées des tares. Toute affection de la locomotion est nommée boiterie, les causes possibles en sont nombreuses.
Le cheval craint également certains insectes, comme le taon.
Le cheval est sensible à divers parasites, dont ceux du tube digestif, qu'il acquiert en mangeant (strongles, Parascaris equorum...). D'autres parasites causent la gale et des mycoses. Les tiques peuvent lui transmettre la piroplasmose et divers parasites dont des Borrelia, responsables de la maladie de Lyme.

## Le cheval et l'humain
En l'espace d'une génération, la civilisation du cheval vient de disparaître. Une civilisation quasi-universelle, dont l'origine se perd dans les millénaires, vient de mourir sans bruit, discrètement. […] Il s'agit là d'une rupture décisive et irréversible dans l'histoire des sociétés.

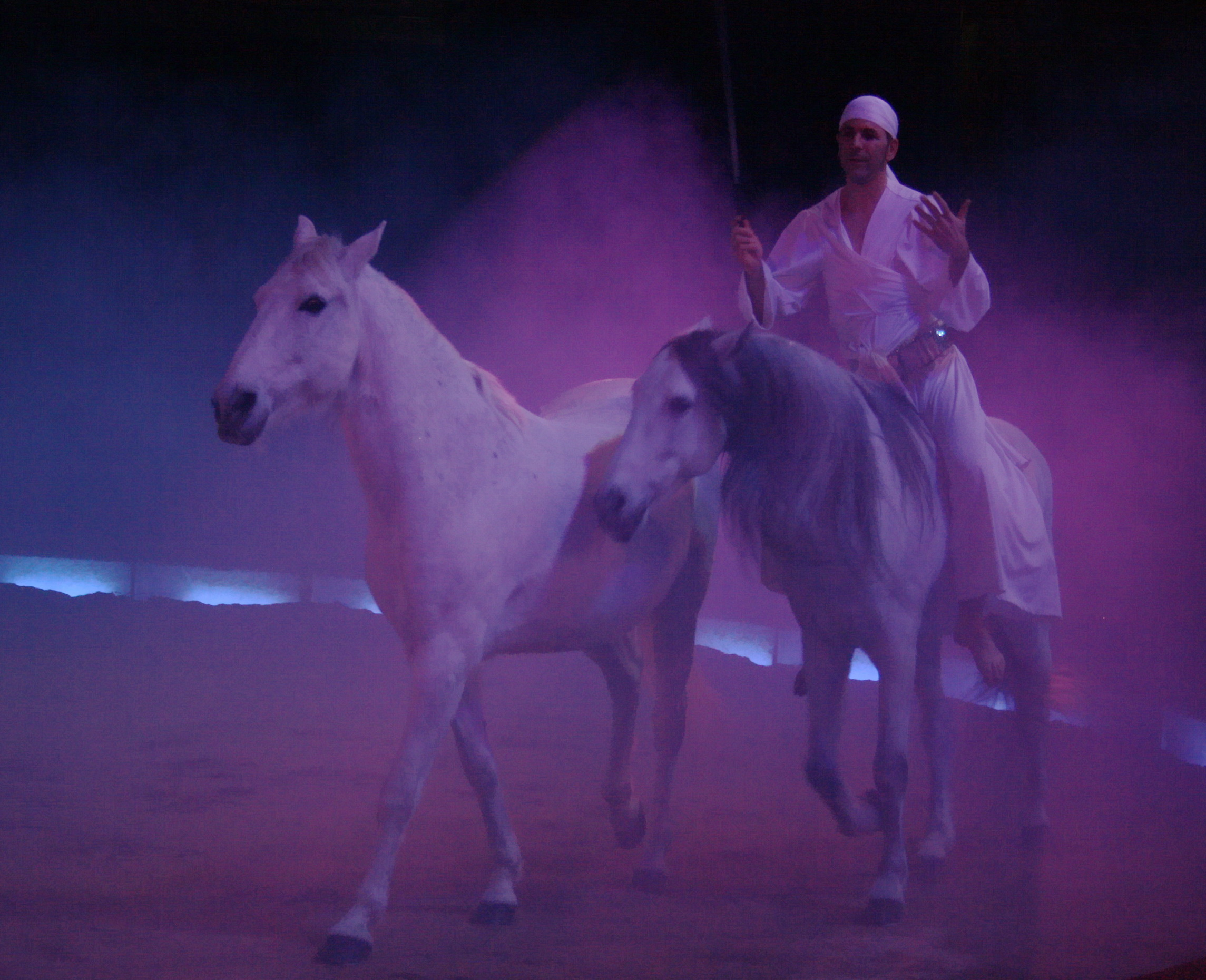
Spectacle de cirque avec des chevaux, en Italie.

L'alliance de l'être humain et du cheval, animal qui a sans doute le plus marqué l'histoire et les progrès de l'humanité, dure plusieurs millénaires durant lesquels le cheval devient l'auxiliaire favori de l'humain pour le transport, la guerre et le travail. La première rencontre remonte peut-être à un million d'années, voire davantage, mais ces rapports restent basés sur la chasse jusqu'à la domestication. Le lien entre l'espèce humaine et le cheval est basé sur l'utilisation de la force musculaire de l'animal, au service des besoins humains. Cette « exceptionnelle » association contribue significativement à l'évolution de la société, et se transforme radicalement au cours du XXe siècle dans la plupart des pays développés. La place symbolique du cheval est restée, à travers un grand nombre d'expressions populaires et l'utilisation de l'unité cheval-vapeur.
En 2008, d'après les données de la FAO, 58,7 millions de chevaux sont répertoriés dans le monde sur les cinq continents, ce qui correspond à un ratio de 8,7 chevaux pour 1 000 personnes. L'Amérique du Sud est le continent qui en compte le plus, l'Océanie celui qui en compte le moins.

### Domestication
La date de -3500, dans l'actuel Kazakhstan est la plus largement reconnue quant à la première domestication du cheval. Au sein de la culture de Botaï, des traces d'attelage et de collecte de lait de jument ont été retrouvées. Cette expérience serait restée sans lendemain, les découvertes archéologiques suggèrent plutôt plusieurs foyers de domestication. Ainsi, d'autres théories la situent au sud de la Russie, en Roumanie ou en Ukraine, vers le IVe millénaire av. J.-C., pour l'hypothèse kourgane. Le linguiste Winfred P. Lehmann (en) soutient que le cheval est domestiqué depuis le VIIIe millénaire av. J.-C., près de la mer Noire. Dans tous les cas, l'utilisation de chariots funéraires dans la culture d'Andronovo au IIe millénaire av. J.-C., atteste d'une domestication avancée à cette époque plus récente.
La domestication est aussi étudiée sur la base de la comparaison entre le matériel génétique des chevaux actuels et l'étude paléogénétique des os et des dents de chevaux trouvés au cours de fouilles archéologiques et paléontologiques. Les variations constatées au niveau du matériel génétique semblent montrer qu'un nombre très réduit d'étalons sauvages, et par contre un nombre élevé de juments sauvages, seraient à l'origine du cheval domestique,,,,. En effet, il y a très peu de variabilité génétique au niveau du chromosome Y, transmis de mâle en mâle (lignée paternelle), alors que la variabilité de l'ADN mitochondrial, transmis par les mères (lignée maternelle) aux petits de tous les sexes, est très importante,,,,. Dans les années 2020, des travaux génétiques menés par plusieurs équipes de chercheurs et fondés sur le séquençage du génome de 273 chevaux anciens, concluent que tous les chevaux domestiques modernes sont originaires d'un même lieu, situé dans la steppe pontique entre basse Volga et Don. Ils datent cette domestication autour de -2200, soit beaucoup plus récemment que ce qui était considéré auparavant. La domestication du cheval moderne serait ainsi liée à la culture de Sintachta.
Il existe aussi des variations régionales dans l'ADN mitochondrial, dues à l'inclusion a posteriori de juments sauvages parmi des hardes déjà domestiquées,,,. Une autre conséquence de la domestication est une augmentation de la variabilité des robes, chez le cheval, notamment entre 5000 et 3000 ans avant notre ère.

### Antiquité

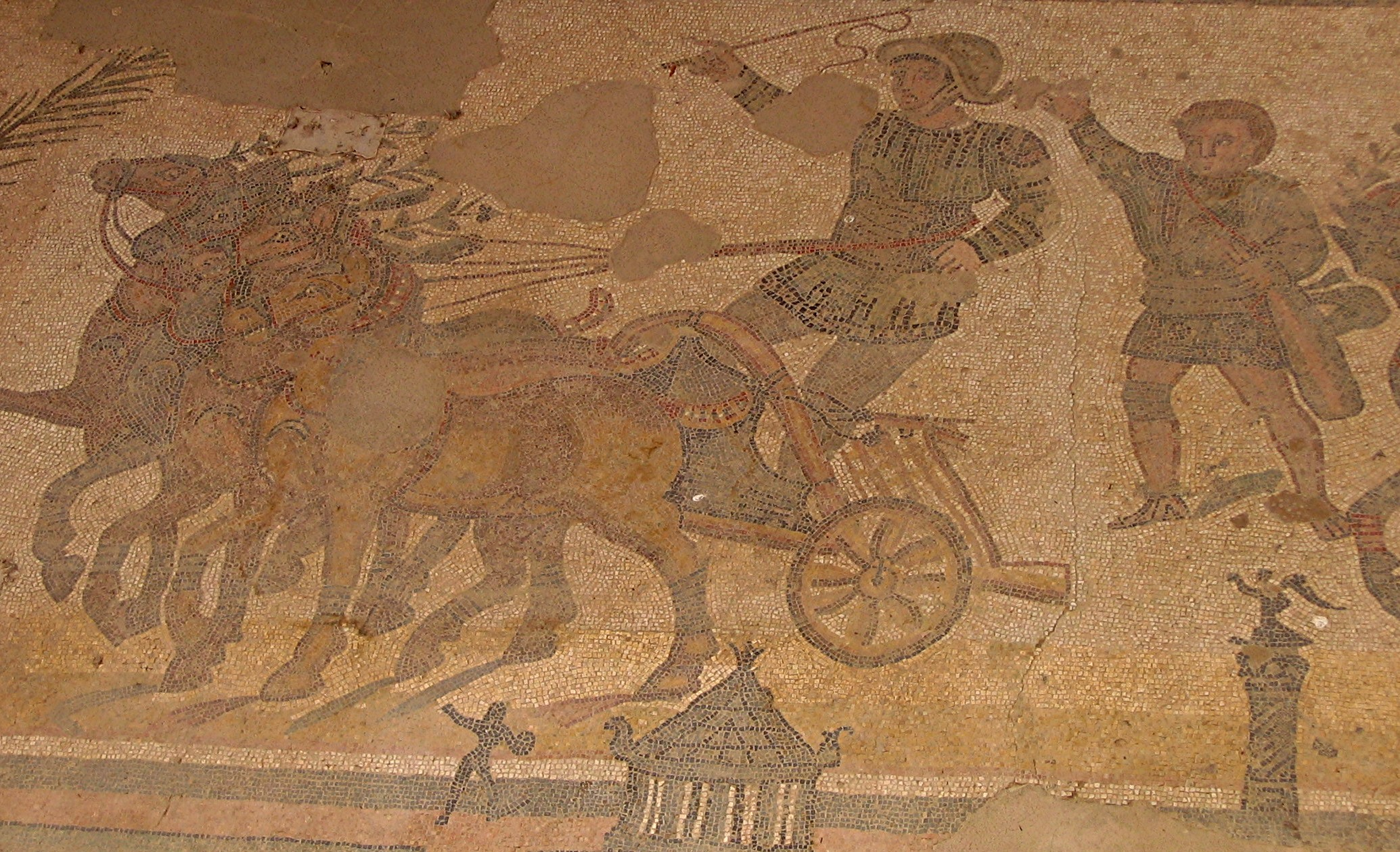
Mosaïque romaine d'une course de char, Sicile, IIIe siècle/IVe siècle.

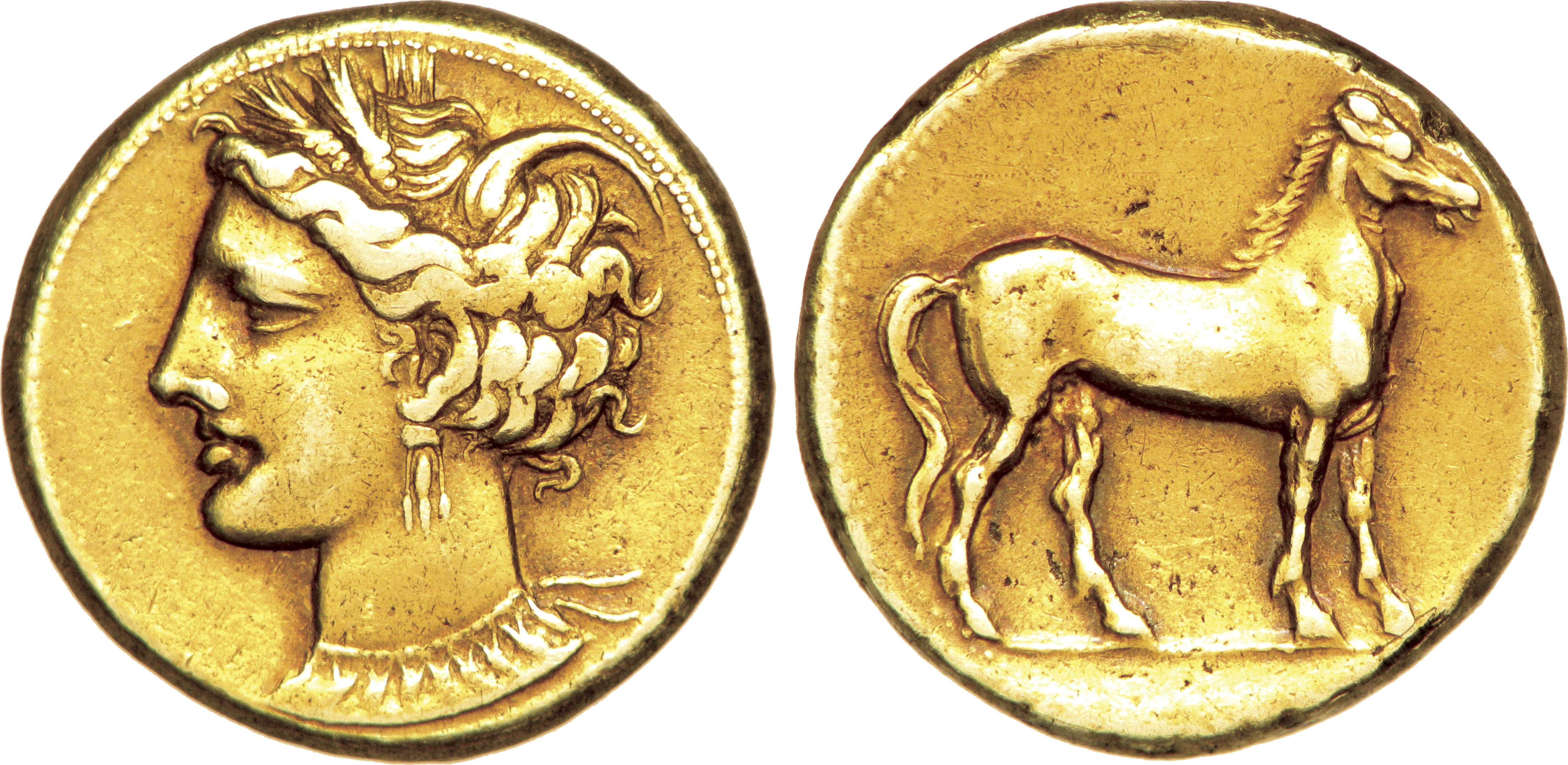
Statère en électrum de Zeugitane représentant un cheval debout.

En Europe, les Grecs, Romains et Byzantins utilisaient le cheval pour la guerre, les communications, le transport mais aussi les courses de chars. De leur côté, les Celtes vénéraient Épona, déesse des chevaux, dont le culte nous a été transmis du fait de son adoption par les troupes équestres romaines. Au Moyen-Orient, certaines tribus Perses semblent avoir sélectionné les pur-sang arabes[réf. souhaitée], chevaux du désert, robustes et élégants, ils inventent aussi le polo. Lorsque les Hyksôs envahissent l'Égypte au XVIIe siècle avant notre ère, les Égyptiens n'utilisaient les chevaux que pour des tâches civiles. La cavalerie, qui fera la puissance des pharaons du Nouvel Empire, était alors du côté de l'ennemi et sera un facteur déterminant dans la défaite égyptienne. En Afrique, la cavalerie numide est une unité importante des armées carthaginoises lors des guerres puniques tandis que la cavalerie romaine était réputée médiocre.
En Asie, le plus ancien char hippomobile à nous être parvenu intact provient de la tombe de l'empereur Chinois Wu Ding, mort en 1118 av. J.-C. Le cheval était peu utilisé comme animal de trait dans l'agriculture mais les Chinois seraient à l'origine du collier d'épaule. Ils utilisèrent l'étrier au VIe siècle avant notre ère, la cavalerie formant le gros des troupes chinoises. Le cheval (馬) sert de moyen de transport et de communication (coursier). Quand le jeu de polo perse arriva à la cour de l'empereur, tout le monde s'en éprit. Les Chinois ne faisant pas d'élevage permanent des chevaux, ces derniers restaient un produit de luxe importé du Moyen-Orient.
Au Japon, le cheval sert d'animal de combat, de coursier et au transport de marchandises, mais dans ce dernier cas il est guidé par des hommes à pied, ce qui limite son potentiel. Des peuples d'Asie ont développé une unité militaire originale qui est l'archer à cheval.

### Moyen Âge

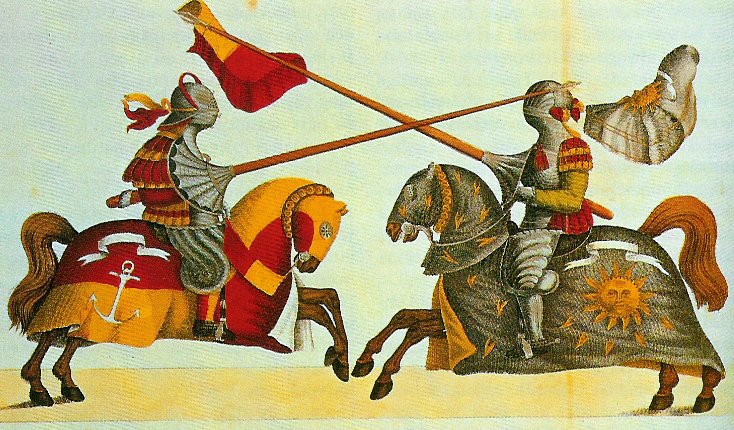
Joute bavaroise du XVe siècle.

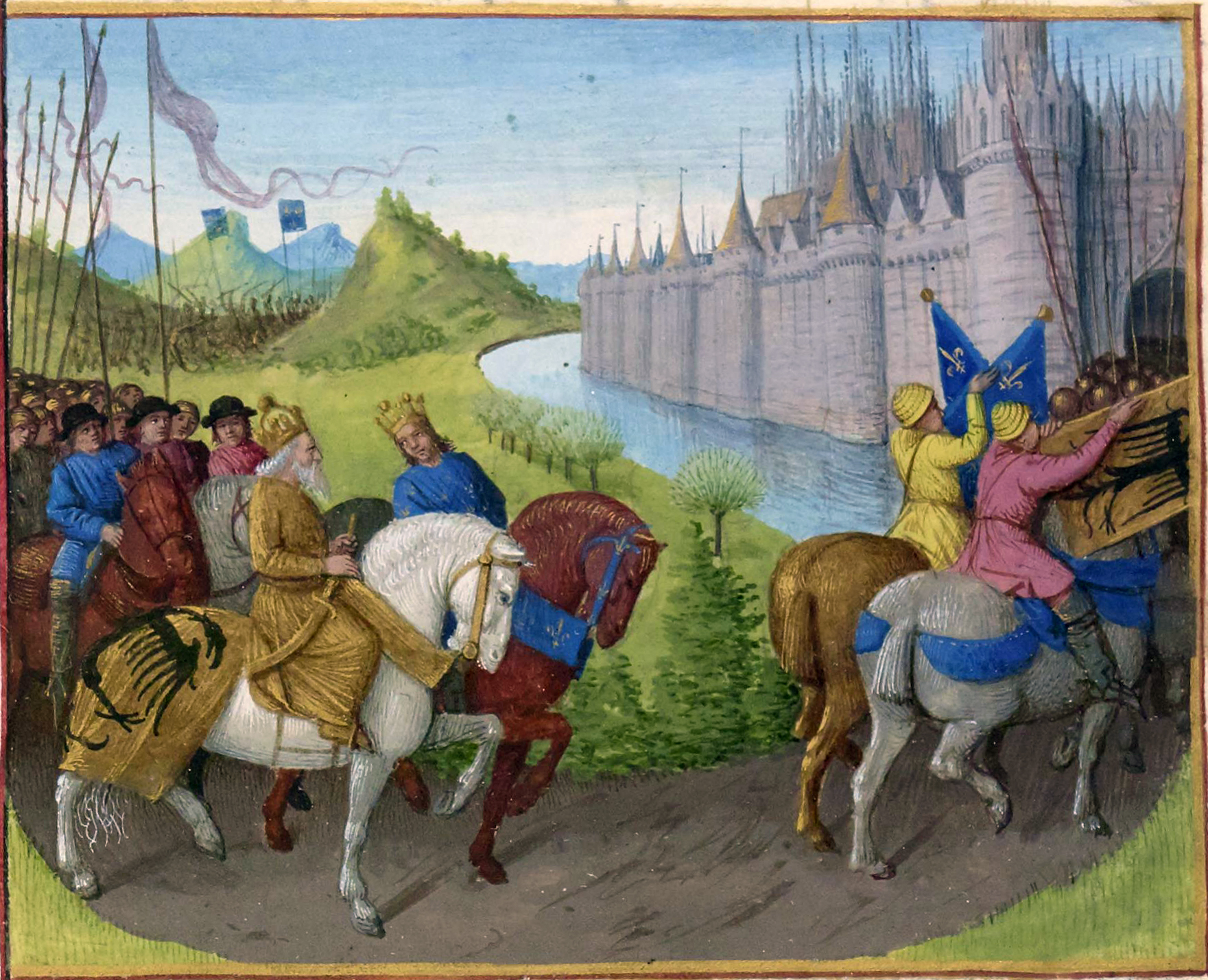
Arrivée des croisés à Constantinople.

Au Moyen Âge, des types spécifiques d'animaux sont développés. Le destrier est le plus connu, à travers l'image d'un énorme animal bardé de fer associé à son chevalier en armure complète, mais la réalité historique est plus nuancée. Les prestigieuses et puissantes montures de guerre portent le chevalier en armure, son armement, une large selle et son caparaçon,. Le coursier, plus rapide, est également utilisé pour la guerre. Les chevaux de prestige et de parade, dits « palefrois », sont réputés très coûteux, tout comme la haquenée, jument des dames fortunées. Le roussin, de moindre valeur, sert occasionnellement de monture aux chevaliers les plus pauvres ou de cheval de bât. L'utilisation du cheval pour la traction est accrue par la diffusion du collier d'épaule en Europe au XIIe siècle, permettant au cheval de trait de remplacer avantageusement le bœuf dans les exploitations agricoles. Les chevaux médiévaux sont nommés d'après leur lieu d'origine, par exemple « cheval espagnol », mais ce terme se référait peut-être à plusieurs races. D'importants progrès technologiques, comme l'amélioration des selles, l'arrivée de l'étrier, du collier d'épaule et du fer à cheval permettent des changements capitaux dans l'équipement équestre, pour la guerre et l'agriculture. L'Église interdit l'hippophagie en 732.
Au Moyen-Orient, les chevaux portent les cavaliers islamiques jusqu'en Espagne et des échanges culturels ont lieu à l'occasion des croisades et des invasions maures. Huit croisades, entre 1097 et 1300, font se rencontrer deux cultures équestres radicalement différentes, les chevaliers chargeant lourdement et essayant de désarçonner leurs adversaires, les Bédouins cherchant à tailler l'ennemi en pièce. En Asie, la cavalerie est la principale force des armées mongoles et tartares.

### Renaissance et Temps modernes

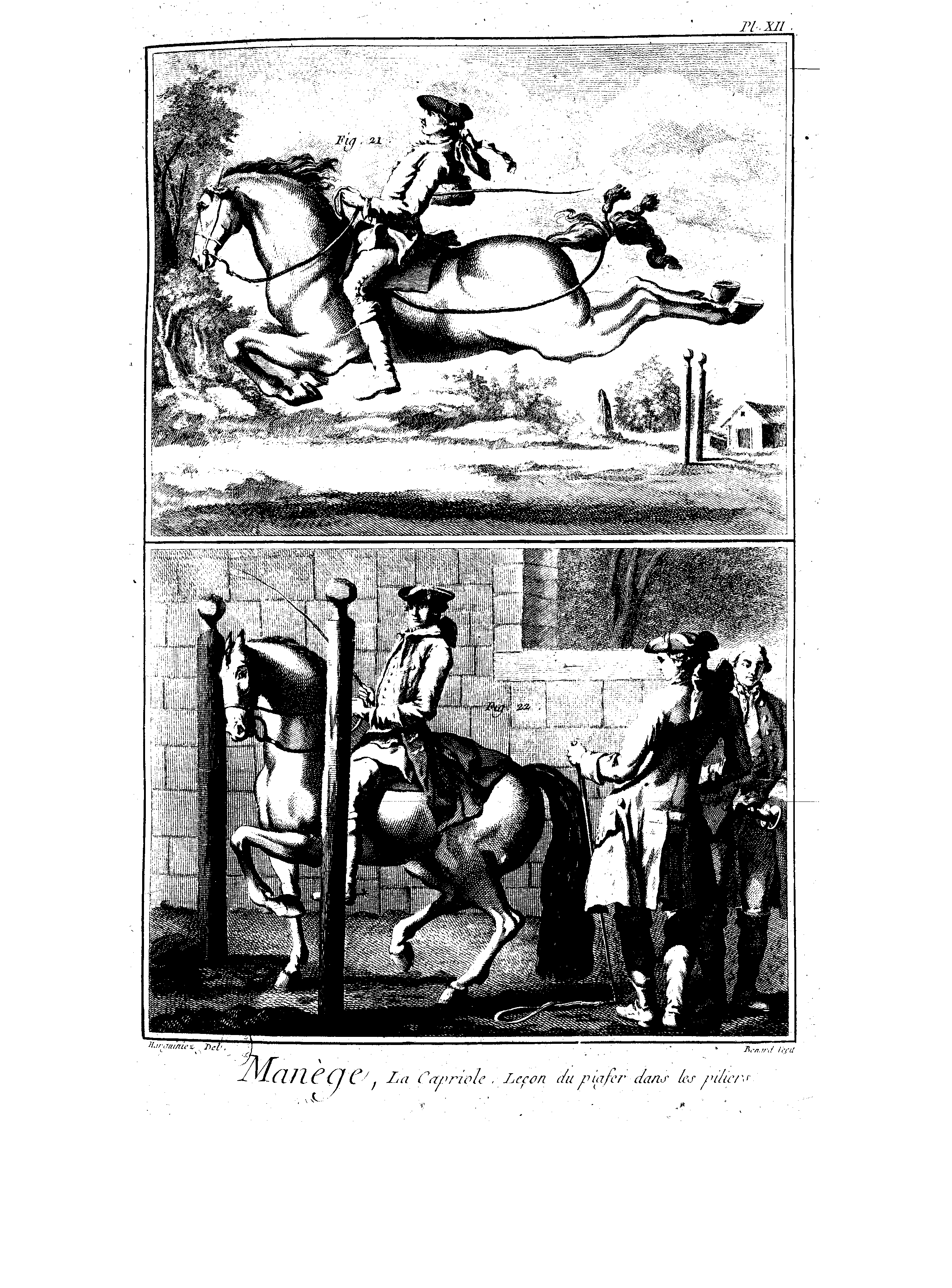
Les académies d'équitation privilégient le dressage du cheval. Ici un travail sur deux piliers.

À l'arrivée de la Renaissance, l'invention de la poudre à canon entraîne la fin de la cavalerie lourde et une nouvelle sélection du cheval de guerre. Des académies d'équitation sont créées, d'abord en Italie, pour obtenir des chevaux plus maniables. L'école espagnole de Vienne est construite dès 1572, et les Habsbourg fondent le haras berceau d'élevage du Lipizzan à Lipica en 1580.
L'idée de mieux sélectionner les chevaux de guerre fait son chemin sous François Ier, et le 17 octobre 1665, Colbert ordonne la création des haras nationaux. Au XVIIIe siècle, la création de haras, d'écuries et d'écoles de dressage renforce la renommée des chevaux royaux, devenus plus légers et plus souples. À la veille de la Révolution française, l'État possède quinze haras nationaux et près de 750 reproducteurs. Ces haras sont supprimés par l'assemblée constituante en 1790.
Les Anglais croisent des chevaux arabes et barbes avec leurs espèces indigènes pour créer les Pur-sangs, fameux chevaux de course. Les premiers colons espagnols réintroduisent le cheval Barbe et andalou dans les deux continents américains. L'espèce y avait disparu depuis plus de huit millénaires. En 1519, Les conquistadores d'Hernán Cortés amènent avec eux onze chevaux et six juments qui deviennent les premiers ancêtres des mustangs. Les Amérindiens n'ayant jamais vu ces animaux, les conquistadores remportent de nombreuses batailles en passant pour des divinités. Cortez aurait déclaré : « Nous devons notre victoire à Dieu et à nos chevaux ». L'animal se répand rapidement, surtout en Amérique du Nord. Durant la conquête de l'Ouest, plusieurs centaines de milliers de chevaux sauvages peuplent le continent. Au XVIIIe siècle, les Amérindiens élèvent de grandes hardes de chevaux dont le nombre total dépasse les cent cinquante mille individus[réf. nécessaire]. À partir de ces mustangs dressés émergent la plupart des races américaines. Les Indiens Nez-Percés opèrent des sélections à partir des mustangs pour obtenir l'Appaloosa.

### Époque contemporaine

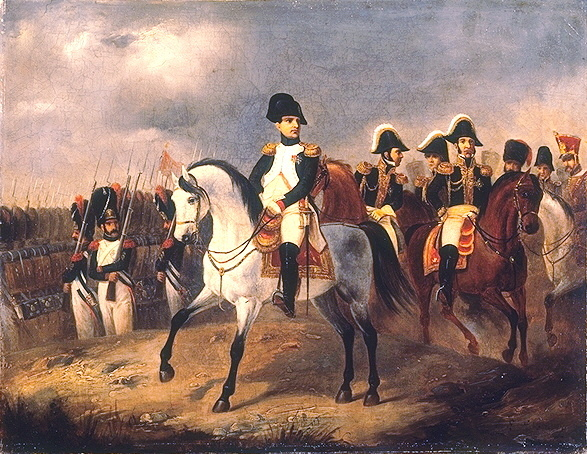
Napoléon Ier avec ses généraux. Peinture de Ludwig Elsholtz, 1845.

Les chevaux jouent un rôle indispensable dans les conquêtes napoléoniennes, et les pur-sang arabes sont des montures de choix pour la cavalerie. Au XIXe siècle, des programmes d'élevage transforment les races équines locales et en créent de nouvelles pour les besoins de la cavalerie, parallèlement, de puissantes races de chevaux de trait sont sélectionnées. L'arrivée successive du chemin de fer, des transports motorisés et du tracteur agricole signent le glas de la traction hippomobile au cours du XXe siècle dans la plupart des pays développés.
Les cavaliers évoluent : militaires, agriculteurs, voyageurs et marchands laissent leur place aux cavaliers de loisir, souvent des citadins à la recherche de sensations et d'un contact avec la nature, et de sport. Parallèlement, l'équitation où dominait le machisme à l'époque militaire, se féminise totalement. Désormais, seuls les peuples cavaliers, et notamment les Mongols dont les enfants apprennent toujours à monter avant de savoir marcher, prouvent encore à quel point l'utilisation du cheval a été primordiale et déterminante dans l'histoire de l'humanité.

### Activités liées au cheval
Les activités liées au cheval génèrent des revenus considérables dans les pays développés, et font toujours partie d'une économie de subsistance dans les autres. En 2006, 100 millions de chevaux, ânes et les mulets sont utilisés pour l'agriculture et le transport de par le monde, dont 27 millions environ en Afrique. Aux États-Unis, les activités liées aux chevaux ont un impact direct sur l'économie américaine de plus de 39 milliards de dollars en 2005. En considérant les dépenses indirectes, l'impact est plus de 102 milliards de dollars. En France, en 2012, 53 000 petites entreprises et 72 000 emplois sont liés au secteur équestre. Il génère 12,3 milliards d’euros de chiffre d’affaires, dont plus de 10 milliards pour le PMU.

#### Métiers équestres
(novembre 2015).
De très nombreux métiers existent autour du cheval. Les deux principales utilisations historiques du cheval sont celle de monture pour un cavalier, et celle d'animal de traction. Ces deux objectifs donnent lieu à une classification entre le cheval de selle et le cheval de trait ou carrossier.
Les cavaliers professionnels, jockeys, drivers, les cavaliers d'entraînement et les lad-drivers montent des animaux en compétition. Les entraîneurs, les premiers garçons, les coachs de compétition élaborent les plannings d'entraînement pour amener les chevaux au meilleur niveau. Les garçons de voyage et les techniciens d'hippodrome travaillent également dans l'univers des courses.
Les moniteurs, les animateurs poney et les accompagnateurs instruisent les nouveaux cavaliers et organisent les randonnées. Les directeurs de centre équestre sont chargés de la gestion des structures équestres.
Les éleveurs (et les étalonniers, responsables d'élevage) font naître et commercialisent des chevaux. Les marchands de chevaux, vendeurs, loueurs d'équidés et la filière de la boucherie travaillent au quotidien avec ces animaux.
Certains métiers sont spécialisés dans les soins : les maréchaux-ferrants s'occupent de la ferrure et des sabots, les palefreniers (et les grooms, lad, cavaliers soigneurs, responsables d'écurie) des soins quotidiens, les vétérinaires, kinésithérapeute et dentistes équins des soins plus lourds. L'éthologue équin étudie le comportement des chevaux. L'équithérapeute et l'équicien utilisent le cheval comme partenaire thérapeutique.
Les métiers de garde à cheval ont pour objectifs la surveillance de manière écologique et le maintien de l'ordre. Ce sont les gardes républicains, gardes verts, les brigades équestres, les gendarmes à cheval. Les unités de premiers secours équine (recherche et sauvetage montés) peuvent intervenir en terrain accidenté, pour localiser les personnes et de fournir des secours en cas de catastrophe. Elles sont utilisées aux États-Unis, au Canada, en Australie et en Allemagne.
Les cavaliers de spectacle allient art et équitation.
Le débardage en forêt peut se faire avec des chevaux, le cheval respectant les sols fragiles et travaillant sans bruit de moteur ni pollution. Les gardiens de troupeaux permettent l'élevage sur des grands territoires, souvent difficile d'accès : ce sont les cow-boys dans les pays anglophones, les gardians en Camargue, les gauchos au Brésil, Csikós en Hongrie...
Dans de nombreux pays, le cheval est encore utilisé dans l'agriculture ou comme moyen de transport. Parfois oublié et délaissé en Europe, il est occasionnellement employé de nouveau pour diverses raisons. À titre d'exemple, en France, les vignerons ont parfois recours aux chevaux pour cultiver certaines parcelles de vignes.
Des métiers annexes concernent la confection et la vente d'outils et d'instruments spécialisés : les selliers-bourreliers confectionnent les selles et les brides.

#### Élevage et commerce
L'organisation des Nations unies pour l'alimentation et l'agriculture (FAO) estime qu'en 2013, il y avait un peu plus de 58 millions de chevaux dans le monde, dont près de 32 millions en Amérique, 13,9 millions en Asie, 6,1 millions en Afrique, et 5,8 millions en Europe. Les États-Unis comptent à eux seuls près de 10,3 millions de chevaux en 2013. Le cheptel d’équidés français est estimé à 950 000 fin 2010, ceux de l’Allemagne et du Royaume-Uni à un million chacun en 2009. Ces trois pays totalisent plus de la moitié du cheptel équin européen.
Il existe plusieurs filières pour le commerce des chevaux. Pour celle des courses, les chevaux naissent dans des haras spécialisés pour cette sélection. Ces chevaux peuvent être mis en vente aux enchères, vendus et placés par leur propriétaire dans des haras qui se chargeront de les entraîner et de les faire courir. Après leur carrière, ils sont destinés ou non à la reproduction en fonction des résultats. En 2013, aux États-Unis et en Europe, il s'est vendu au total 17 000 chevaux de course aux enchères, pour un prix moyen de 55 000 €. Les gains générés par les victoires aux courses peuvent être substantiels. Par exemple, le cheval appelé « Lawman », vendu yearling à un prix de 75 000 € en 2005, a rapporté 1 858 000 € à son propriétaire en 2007. Certains investisseurs créent des sociétés pour acquérir ces chevaux et louent des places dans les haras pour les entraîner et les faire courir. Les meilleurs chevaux de plat se négocient à plusieurs millions d'euros.
La filière des sports équestres est liée à la carrière des chevaux de sport. Le prix d'un tel cheval est extrêmement variable, selon son âge, son degré de préparation et son potentiel en compétition. Le prix moyen des chevaux de trois ans vendus aux enchères en 2012 en France est de 9 000 €, mais peut grimper à près de 30 000 €, lors des ventes Fences. Le prix moyen aux enchères de chevaux de sport de race Westphalien, Oldenbourg, Holsteiner, Hanovrien et KWPN, lors de ventes européennes « Elite » entre 2010 et 2015, oscille entre 20 000 et 45 000 €. Pour les mâles aux résultats sportifs remarquables, la semence pour l'insémination artificielle est une source de revenus non négligeable.
Le commerce des animaux destinés au loisir, au tourisme ou aux travaux est plus traditionnelle et moins formalisée.
Les chevaux peuvent terminer leur vie aux abattoirs. En 2007, L’élevage de chevaux de trait concerne environ 11 500 professionnels en France, qui n'ont souvent que deux ou trois juments. Selon les acteurs de la filière de viande chevaline, cette production aurait joué un rôle pour le maintien des neuf races de chevaux de trait en France, considérées comme menacées d’extinction par l’Union Européenne.

#### Soins

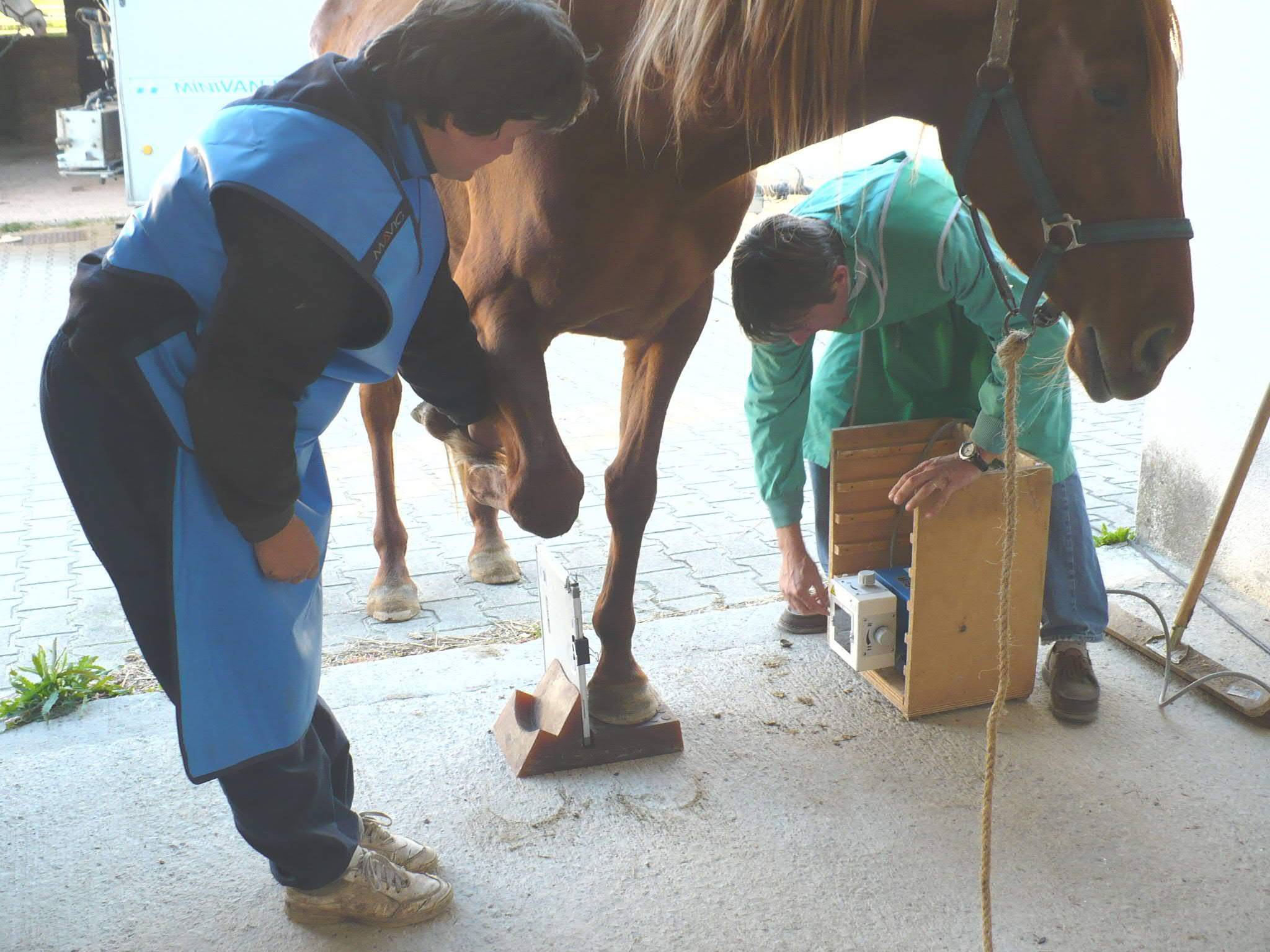
Un vétérinaire prenant une Radiographie d'un antérieur.

La valeur économique et affective des chevaux explique la diversité des soins qui leur sont prodigués et les sommes que certains propriétaires peuvent dépenser pour leur cheval. Les palefreniers et les maréchaux-ferrants s'occupent de l'alimentation et des soins aux chevaux. Ces soins sont à pratiquer au quotidien (comme le pansage), ou en fonction des conditions climatiques, comme la tonte ou la douche. Les pieds doivent aussi faire l'objet d'un soin tout particulier. Ces derniers sont en effet graissés, parés et ferrés, si le travail quotidien de l'animal le nécessite. Lors de concours ou de compétitions, il peut aussi être amené à recevoir un toilettage particulier qui peut être complété par des nattes, voire, dans certains cas de rubans. Enfin l'entretien des boxes et des pâtures participe au bien-être des chevaux et à leur santé.
En 2004, 262 vétérinaires sont spécialistes équins en France. Il existe également une recherche dans le domaine de la génétique équine. D'autres professions concourent aux soins médicaux. Les dentistes équins ont pour activité principale le limage des dents car celles du cheval poussent tout au long de sa vie. Les ostéopathes équins pratiquent une thérapie manuelle en appliquant les mêmes principes que l'ostéopathie pour l'être humain. Les maréchaux-ferrants orthopédistes soignent certaines pathologies du pied en mettant des ferrures orthopédiques. Les palefreniers-soigneurs s'occupent des soins légers.
Il existe plusieurs techniques de relaxation telles que l'aromathérapie et la massothérapie. L'aromathérapie consiste à traiter un cheval à base d'huiles essentielles. L'aromathérapie est la base de la massothérapie. Dans cette dernière, on utilise souvent les huiles essentielles pour effectuer les massages. Dans le soin des blessures des jambes, l'hydrothérapie peut être utilisée, soit par massage par jet d'eau ou en faisant nager le cheval.

##### Hébergement
Les conditions de vie imposées aux chevaux en écurie ne sont pas toujours en adéquation avec leurs besoins physiques et sociaux, en raison de l'enfermement et de l'isolement. Le cheval étant une proie à l'état sauvage, il stresse s'il est enfermé. De plus, il doit disposer d'un espace permettant d'exprimer certains de ses comportements naturels, comme voir et toucher ses congénères, se rouler sur le sol et se coucher, choses impossibles dans une stalle ou un box trop étroit. Les chevaux domestiques qui vivent en collectivité sont plus équilibrés que ceux qui vivent isolés. L'enfermement ou tout environnement ne correspondant pas à ces besoins peut conduire à l'apparition de troubles comportementaux, les vices d'écurie.

##### Castration
La castration du cheval est pratiquée pour réduire leur agressivité, et favoriser la vie en groupe. Un étalon (mâle agréé à la reproduction) ou un entier (mâle non castré) peuvent être difficiles à contrôler en présence de juments en chaleur. Les chevaux de centre équestre sont en principe castrés vers l'âge de deux ans. Les entiers et les étalons sont plus musclés que les hongres, leur encolure est notamment beaucoup plus développée. Ils ont aussi davantage de prestance.

#### Travail et moyen de transport

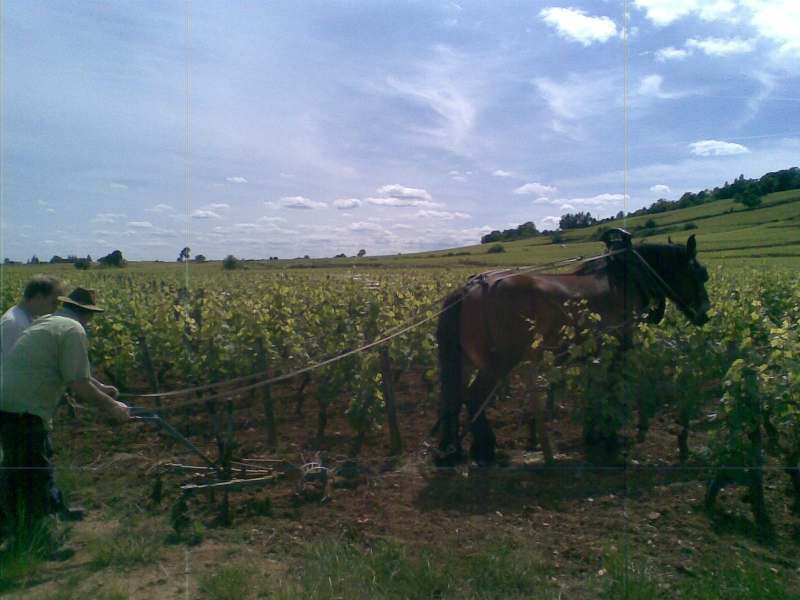
Cours de labour à Beaune.

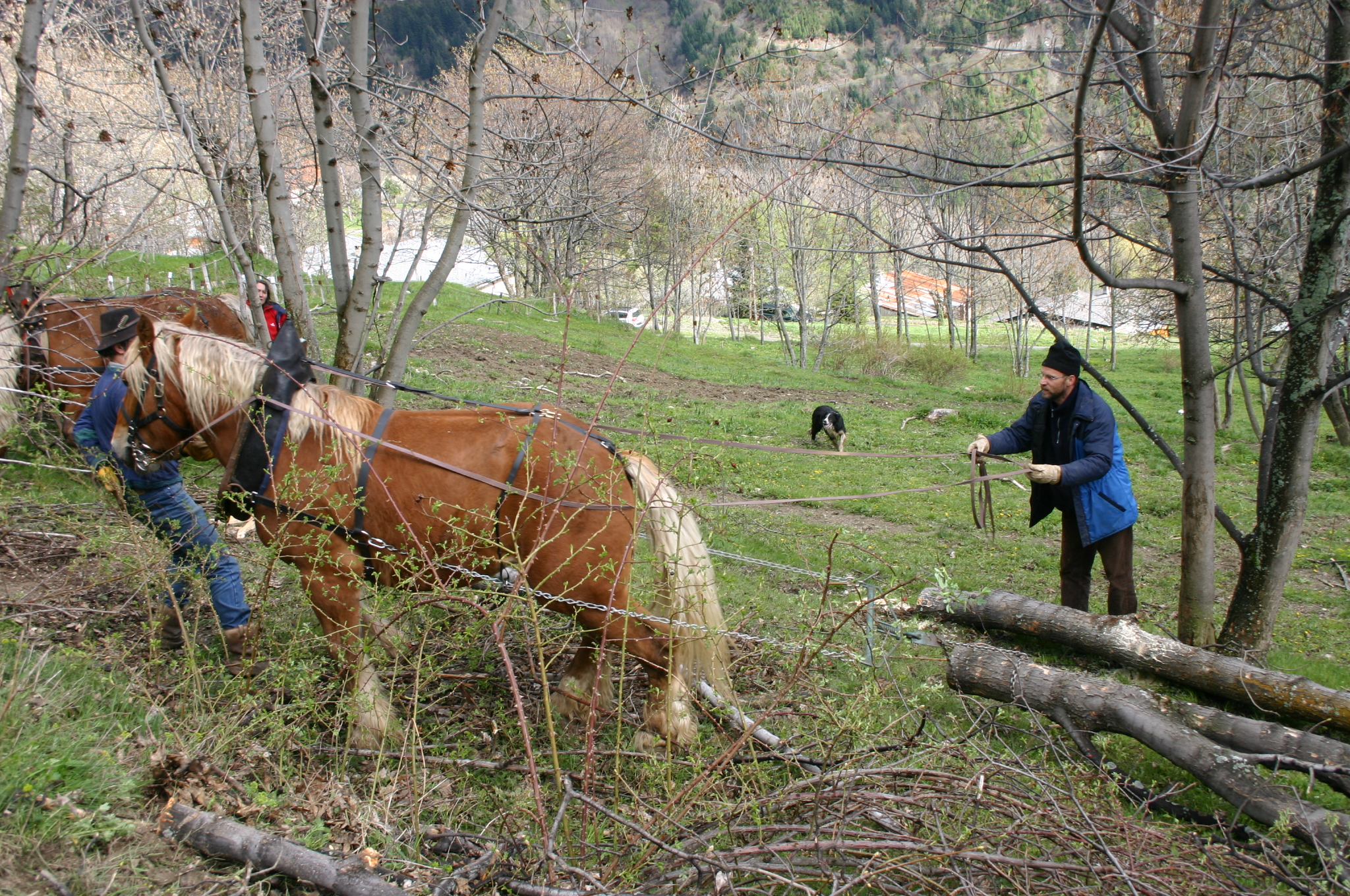
Débardage avec un cheval de trait.

Le cheval est historiquement un animal de travail permettant le transport de passagers et la traction de matériel agricole. Il est encore très utilisé comme moyen de transport dans de nombreux pays du globe, pas seulement dans les pays en voie de développement, mais aussi dans certaines communautés ayant refusé le progrès, comme chez les amish, ainsi que pour certains travaux agricoles très spécifiques soit par leur nature, soit par la superficie de la surface à travailler. Dans les pays développés, on peut encore circuler avec lui, monté ou attelé, sur la voie publique pour des promenades ou randonnées par exemple. En ce sens, chevaux et cavaliers sont soumis aux règles du code de la route, lesquelles peuvent varier selon les pays.
Au cours du XXe siècle, le cheval a été délaissé dans les pays développés par suite de la motorisation. Il disparaît du paysage des villes face à la montée de l'automobile. Paris hébergeait plus de 50 000 chevaux au début du XXe siècle, dont environ 10 000 dédiés aux transports publics. De nos jours, cette ville reste une des grandes capitales européennes où la circulation à cheval est interdite sauf par dérogation. Certaines races de cheval de trait ont failli disparaître avec la fin du halage et la mécanisation de l'agriculture.
Certaines utilisations traditionnelles du cheval ont toujours continué par tradition plus que pour des raisons économiques comme la surveillance de troupeaux en Camargue. En France, après avoir été délaissé en tant qu'outil de travail, le cheval est de nouveau employé dans de nombreuses tâches dans le cadre d'une société qui se veut davantage sensible à l'écologie. Le cheval passe dans des endroits difficilement accessibles au tracteur et n'endommage pas le sol. Le débardage est en développement grâce à un bon rapport rendement/coût dans certaines configurations de terrain. Exemple de lieux de débardage en France : bois de Vincennes (Paris), parc de La Courneuve (La Courneuve, Seine-Saint-Denis), parc de Saint-Cloud (Saint-Cloud, Hauts-de-Seine), etc. Longtemps associé à une image de sous-développement, le labour du sol par traction équine reprend de l'ampleur en particulier en viticulture. Cette pratique est tout particulièrement respectueuse des terroirs en limitant les tassements de sol dus au poids des engins agricoles motorisés, elle s'inscrit donc idéalement dans une démarche de développement durable.
Le cheval est utilisé par des unités de recherche et de sauvetage aux victimes au Canada. Le ramassage des ordures avec un cheval de trait est une utilisation anecdotique, mais réelle comme à Trouville (Calvados, France).

#### Utilisation militaire

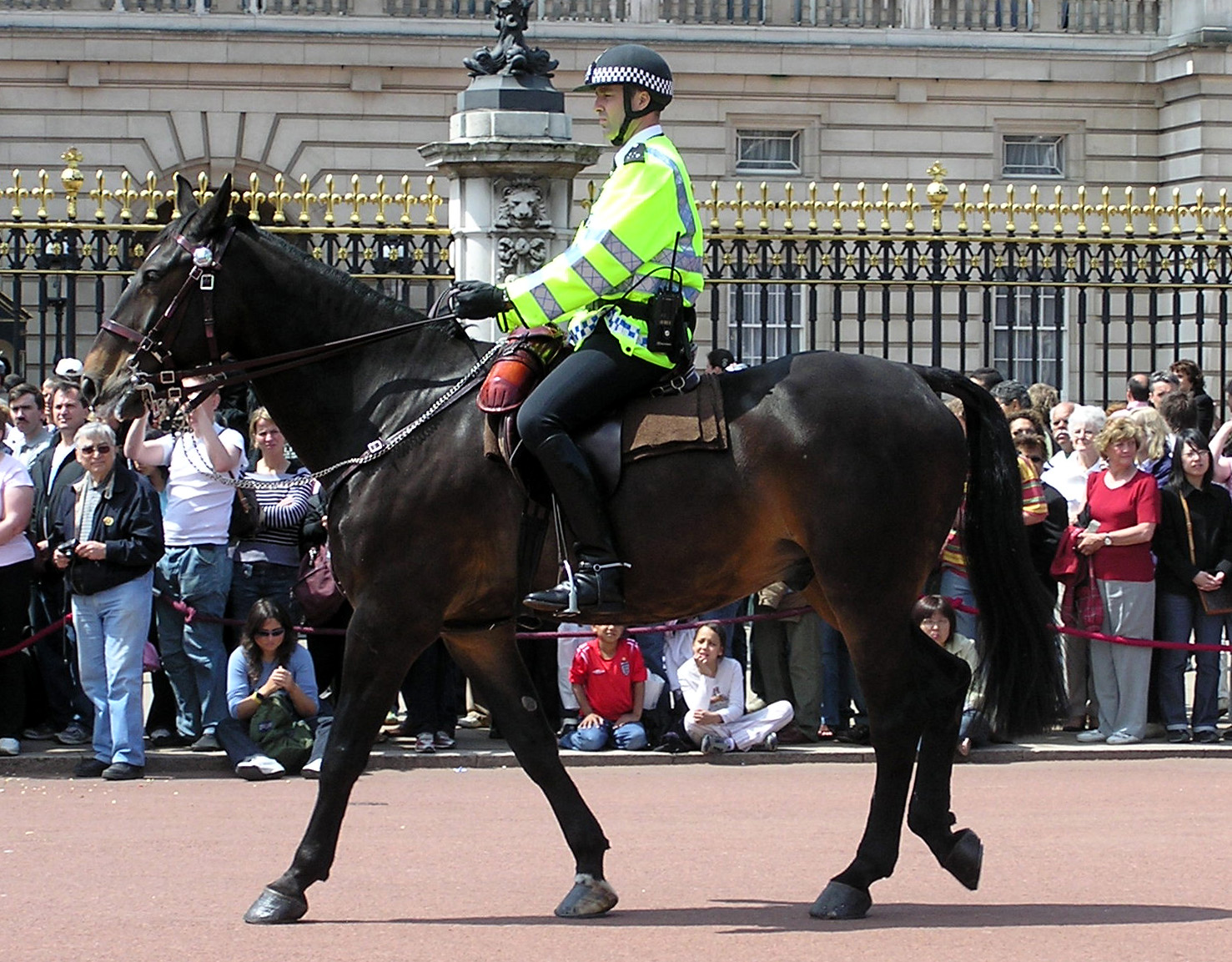
Police montée anglaise.

Certains pays du tiers-monde possèdent encore des combattants à cheval, comme les milices montées Janjawid au Soudan. Cependant, peu d'armées utilisent encore le cheval, les unités de cavalerie étant principalement équipées de chars de combat. Dans certains cas exceptionnels, les chevaux sont encore utilisés sur des terrains difficiles d'accès, souvent comme animal de bât pour acheminer du matériel. Lors du conflit afghan les forces spéciales américaines ont dû utiliser des petits chevaux locaux. L'armée autrichienne dispose de chevaux de race haflinger destinés principalement pour le bât en haute montagne. L'armée suisse est l'une des rares armées à former des chevaux pour ses activités opérationnelles. En effet, le pays étant au cœur des Alpes, le cheval est souvent le seul moyen d'accéder à certaines parties du territoire et d'y emmener du matériel. L'armée suisse emploie ainsi environ 600 chevaux.
Des unités montées subsistent, avec des objectifs maintien de l'ordre. Le cheval est ainsi employé dans des unités de police montée pour le maintien de l'ordre lors de manifestations ou d'émeutes, d'événements sportifs ou de patrouilles. Les cérémonies, les défilés et les reconstitutions font également partie des objectifs de ces unités qui montrent une image représentative de l'histoire et des traditions du pays qu'elles représentent.
Ainsi, outre la traditionnelle Garde républicaine qui, outre ses missions de représentation, assure des patrouilles montées dans des massifs forestiers ou jardins, il existe un renouveau des unités montées de police ou de gardien d'espaces verts. Un agent à cheval a une capacité de déplacement accrue, bénéficie d'une vision haute et dégagée, inspire le respect et rentre plus facilement en contact avec la population par l'intermédiaire de sa monture. Exemples de police montée : Gendarmerie royale du Canada (GRDC ou GRC), police montée à La Courneuve (Seine-Saint-Denis, France), à Orléans (Loiret, France), etc. Des unités spécialisées assurent la protection de personnalités, comme la Horse guards au Royaume-Uni ou Garde royale marocaine.
Grâce à leur savoir-faire, nombre de militaires participent aussi à des compétitions sportives. Ainsi, entre 1912 à 1948, les épreuves équestres des jeux olympiques sont exclusivement réservés aux officiers, et ces trois disciplines olympiques voient encore aujourd'hui une forte participation de militaires. Le concours complet d'équitation (CCE) est d'ailleurs à l'origine un entraînement purement militaire des chevaux au combat.

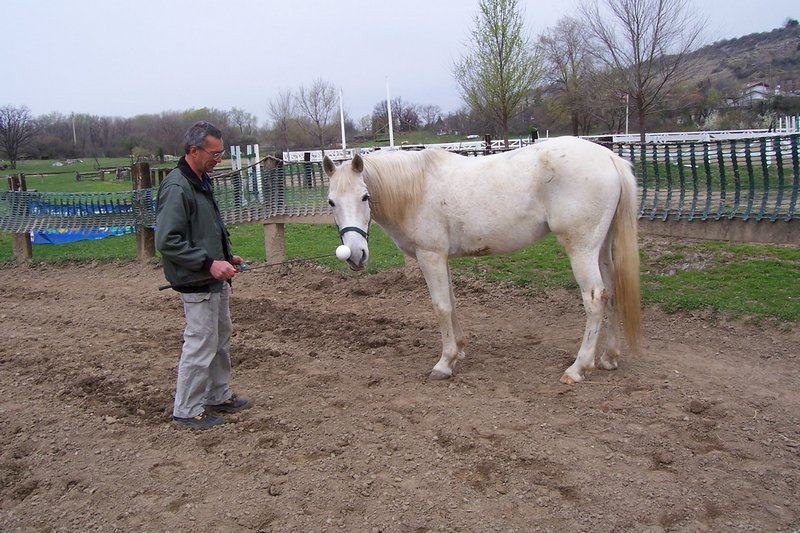
Équitation éthologique, travail à pied de désensibilisation.

#### Équitation éthologique
L'équitation éthologique est une méthode pédagogique de dressage nouvelle s'inspirant largement de l'éthologie équine. Certains dresseurs de chevaux s'en réclament et donnent des cours de « dressage éthologique ». Ces dresseurs, les nouveaux maîtres, sont les disciples français des « chuchoteurs », traduction littérale de leur appellation anglaise, horse whisperers. Les pionniers sont les Américains Ray Hunt, Pat Parelli, Monty Roberts, Buck Brannaman, ainsi que les frères Bill et Tom Dorrance.

#### Thérapie

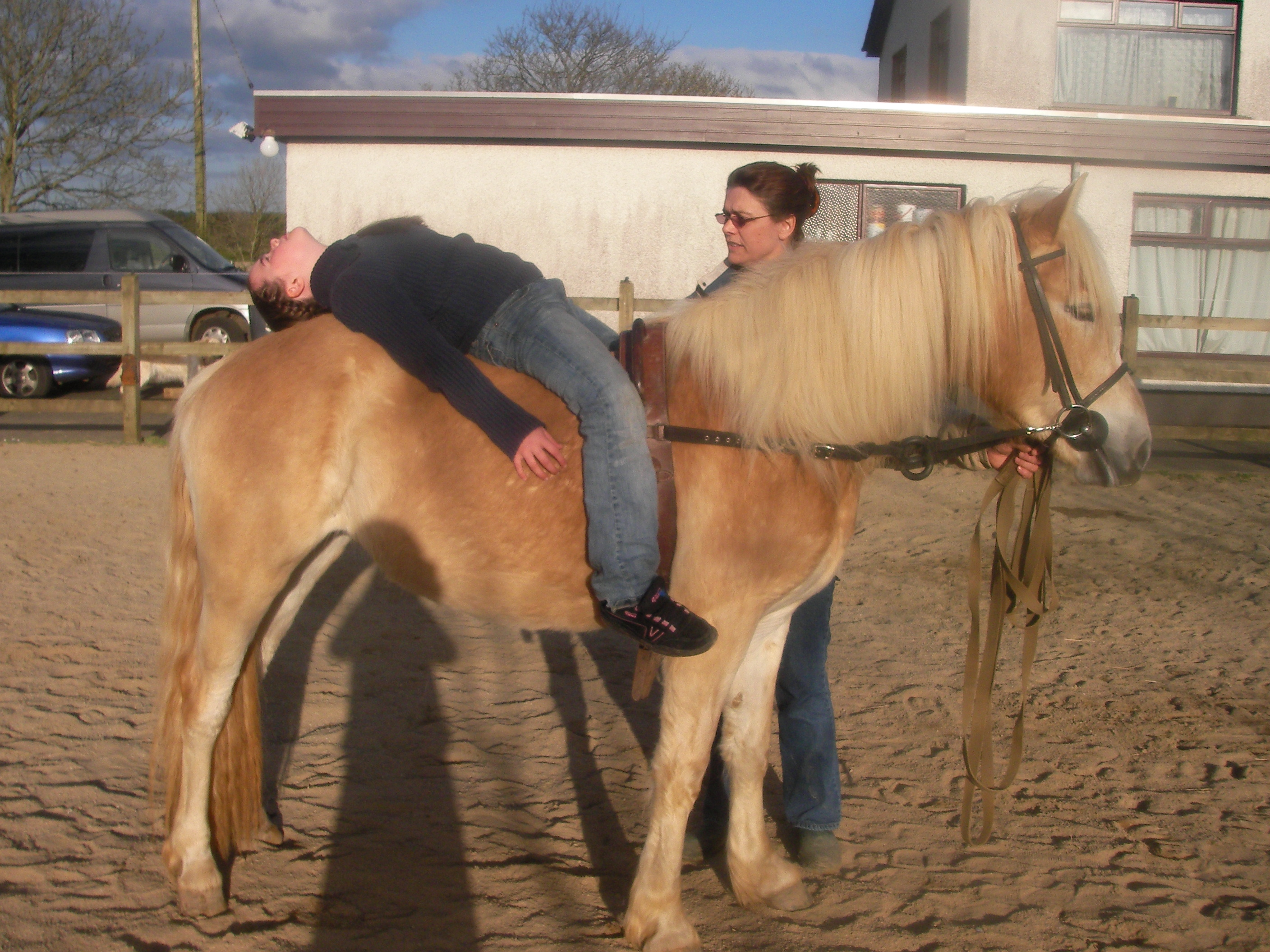
Relaxation en séance d'équithérapie.

Certaines associations utilisent le cheval comme un intermédiaire qui contribue à la thérapie de personnes souffrant d'un handicap physique ou mental ou qui sont déstructurées socialement. Les mouvements du cheval contribuent à fortifier les muscles et l'équilibre du cavalier. Ce dernier est astreint à faire preuve d'attention et de raisonnement. Le cheval est également utilisé sans être monté. La thérapie consiste alors pour le patient à entrer en contact avec un animal et à interagir avec lui. Comme dans toutes les zoothérapies, l'animal est un catalyseur social permettant par exemple de faire parler des vieillards qui ne parlaient plus depuis des années. Le pansage du cheval permet aussi de revalider autant que possible des articulations fatiguées. Ces associations nécessitent des compétences diverses comme des infirmiers, des médecins, des kinésithérapeutes, des assistants sociaux, des éducateurs, des moniteurs d'équitation et des chevaux adaptés à leur activité.
La Fédération Française d'Équitation (FFE) organise désormais des concours paraéquestre de dressage et d'obstacle grâce à une réglementation adaptée aux cavaliers handicapés.
Il existe même des championnats nationaux et internationaux tirant la pratique vers des niveaux impressionnants.
L’équitation dite paraéquestre est pour la première fois inscrite au programme des Jeux Mondiaux en 2010.

#### Sport et loisir

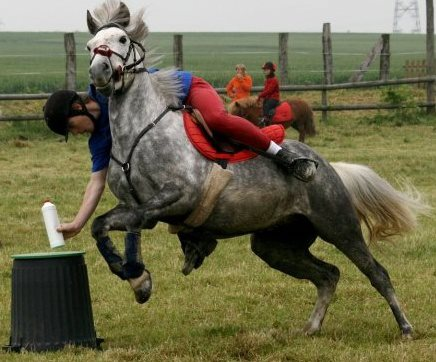
pony-games.

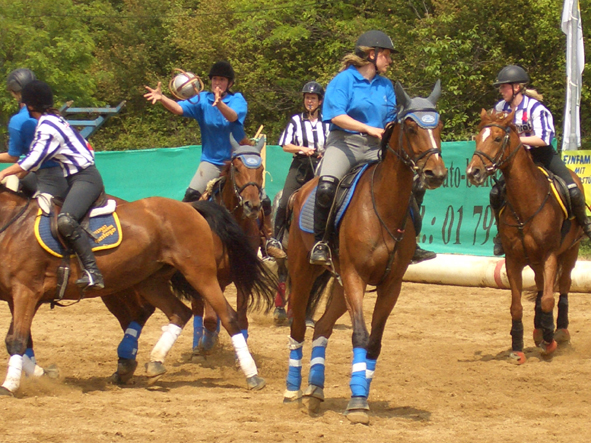
horse-ball.

De nos jours, le cheval est généralement utilisé monté (équitation), pour le loisir (balades et randonnées) ou en compétition de sports équestres ou hippiques (courses de plat, de trot, course de haies, steeple-chase, cross-country). Il peut aussi être attelé.
Il existe une grande variété de sports équestres et d'activités avec cet animal. Cela inclut des activités ludiques telles que le pony-games, l'équifun, l'equifeel et les spectacles équestres ; des disciplines sportives telles que le dressage, le saut d'obstacles, le hunter et le concours complet d'équitation. Les jeux équestres coopératifs par équipes comptent le polo, le polocrosse, le horse-ball, et le pato argentin.
Parmi les disciplines traditionnelles figurent la voltige en cercle, l'équitation western (dont le gymkhana), l'endurance, le tir à l'arc, le ski joëring et la monte en amazone. Certaines pratiques sont propres à des régions géographiques particulières, telles que la doma vaquera, l'équitation Camargue, islandaise, portugaise, de travail, le rodéo, et le cheval de chasse ; notons aussi le Campdrafting (en) en Australie.
Les joutes équestres sont une reproduction sécurisée des joutes médiévales, comparable au tent-pegging. Le tir à l'arc à cheval et le yabusame sont issus des pratiques militaires d'archerie montée.
Trois sports équestres sont présents aux Jeux olympiques :
- le CSO (Concours de Saut d'Obstacle) : c'est la discipline équestre la plus pratiquée en compétition. Le cavalier et son cheval doivent sauter des obstacles mobiles disposés sur un parcours en faisant un temps le plus rapide possible et sans toucher ni faire tomber les barres[192] ;
- le dressage : c'est la discipline qui juge les qualités de communication entre le cavalier et son cheval[191]. Le couple cavalier-cheval doit réaliser des figures de manège et des transitions d'allures le plus parfaitement possible, ils sont évalués par des juges ;
- le CCE (Concours Complet d'Équitation) : il regroupe une épreuve de dressage, une épreuve de saut et un cross[194].

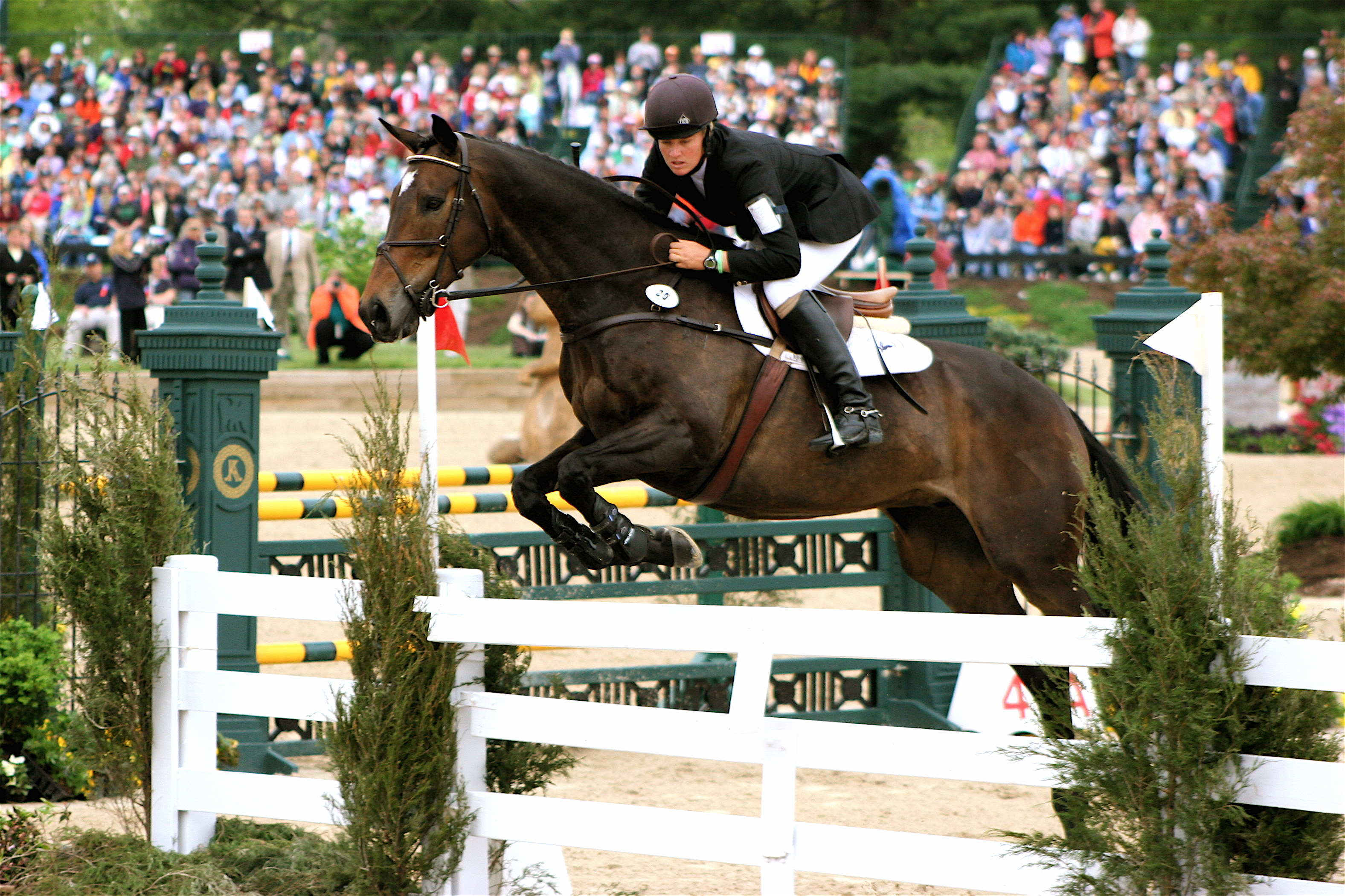
Saut d'obstacles.
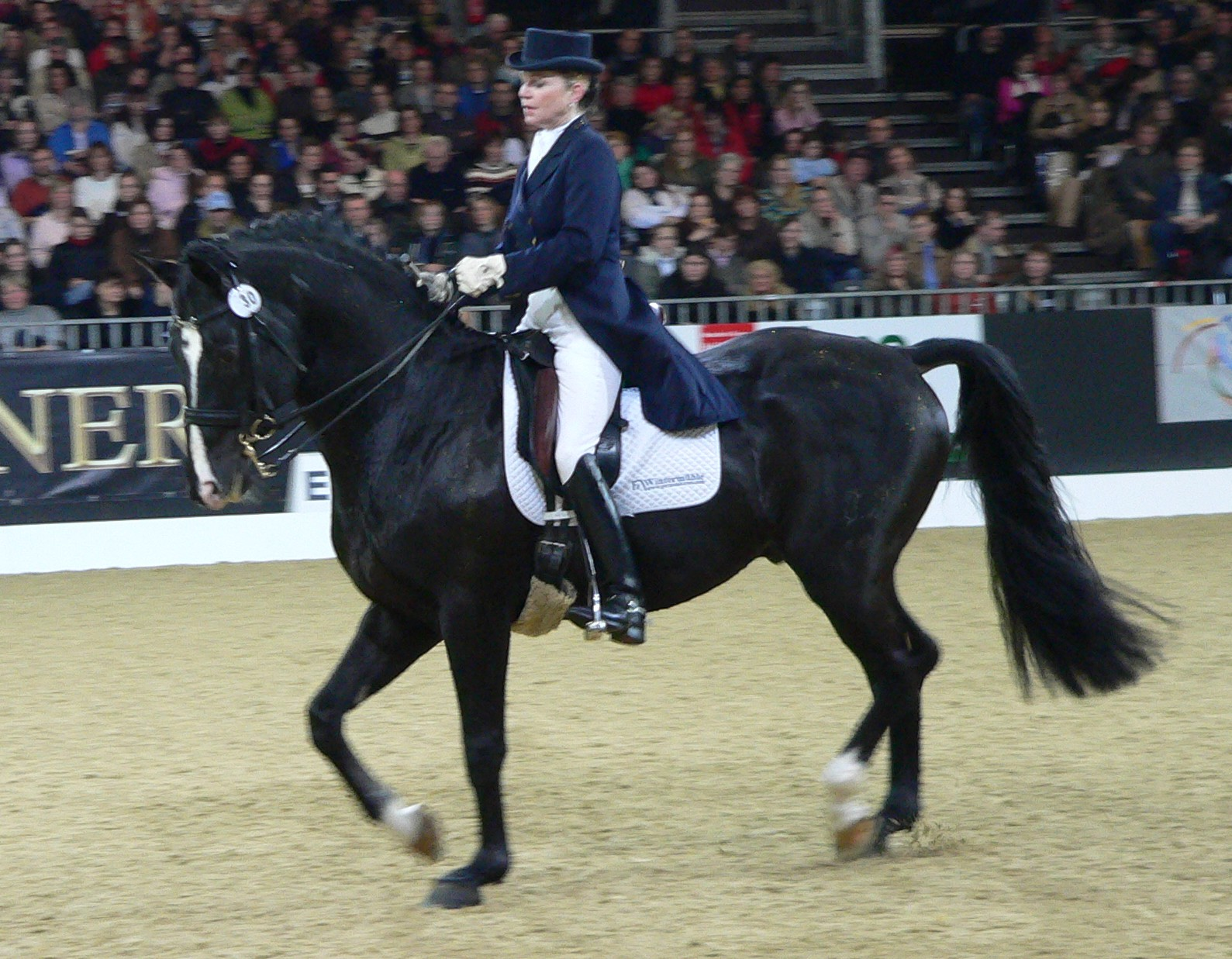
Cheval de dressage sur une reprise.
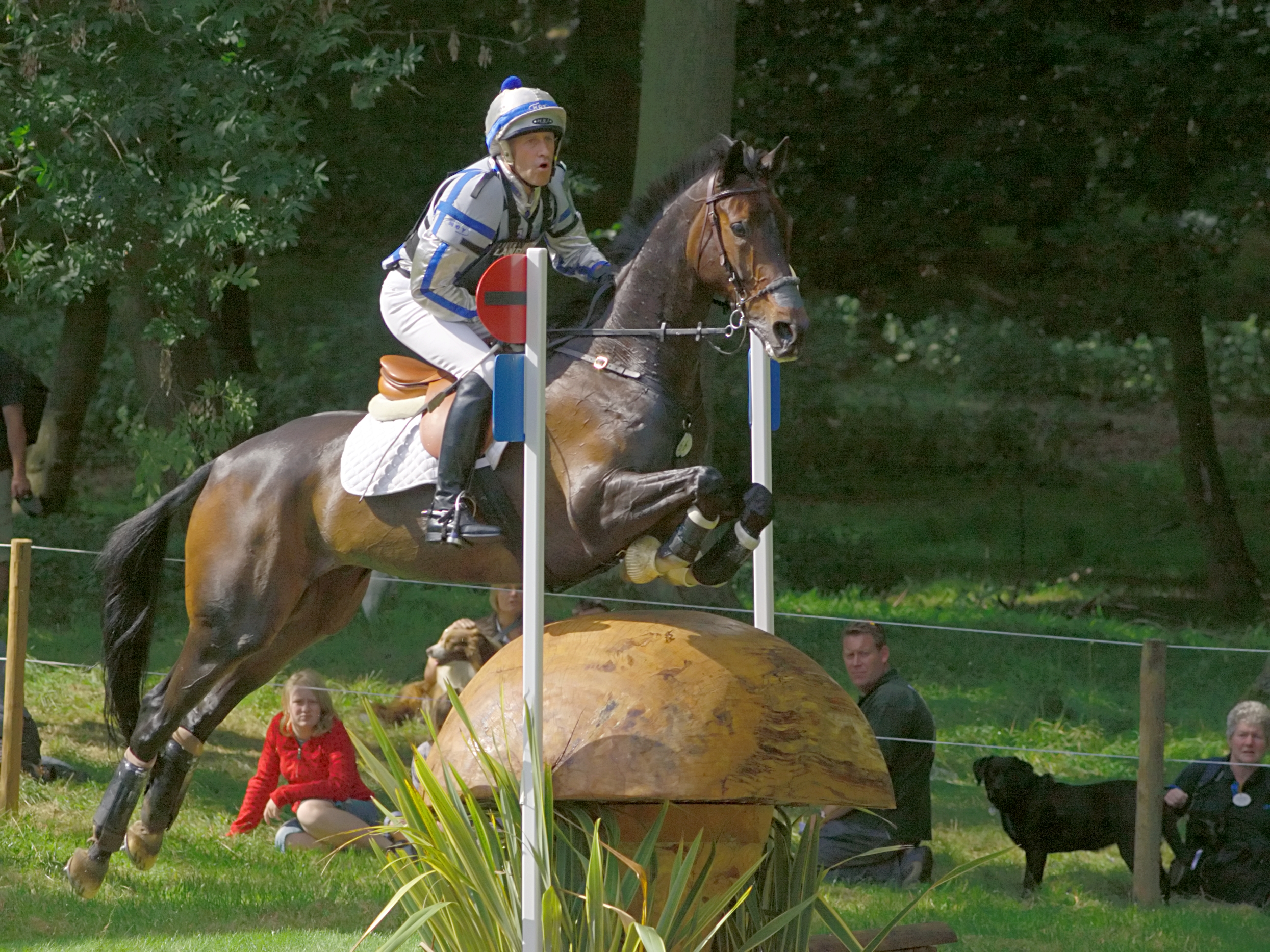
Épreuve de cross.

Enfin, le cheval est apprécié comme animal de compagnie.

#### Production de biens de consommation
La viande de cheval est une viande rouge appréciée dans certaines régions comme la Iakoutie, mais considérée comme taboue dans d'autres, dont le Royaume-Uni, l'Irlande, les États-Unis, et de plus en plus en France. Cette aversion pour l'hippophagie provient historiquement de son interdiction par les papes Grégoire III en 732 et Zacharie en 751. Elle est désormais motivée par la proximité avec le cheval, de plus en plus considéré comme un animal de compagnie.
La consommation de lait de jument est traditionnelle et abondante dans les pays de l'ex-URSS, où des races chevalines laitières sont sélectionnées. Le crin, le cuir et l'urine du cheval sont également utilisés.

### Le cheval dans la culture

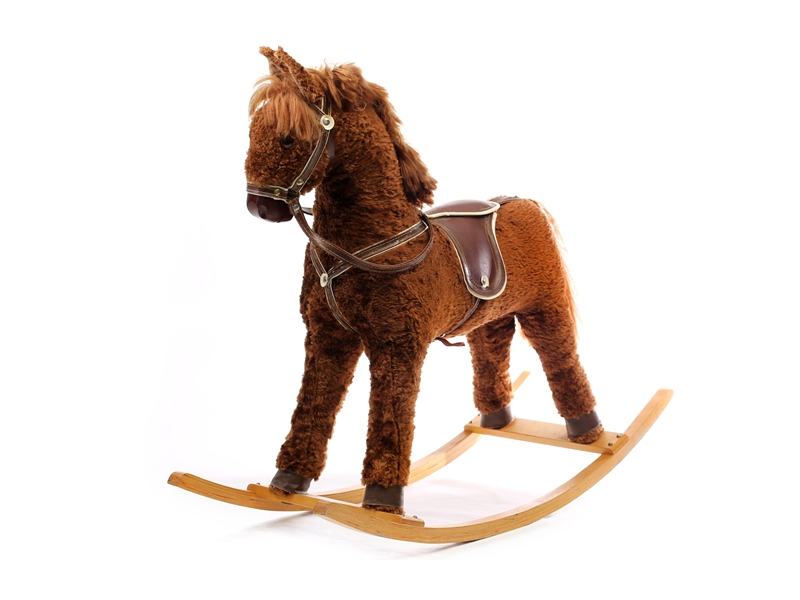
Le cheval à bascule, un jouet pour enfants inspiré du cheval.

Depuis ses premières représentations sur les parois des grottes préhistoriques (telles que la grotte de Lascaux), le cheval est présent dans la culture humaine. Cette présence concerne aussi bien mythes, légendes et religions que les œuvres d'art, des jeux et des jouets ou encore la fiction. Nombre de peuples indo-européens, tels les Germains et les Celtes, développent des cultes et des rituels liés au cheval et à son sacrifice. De par sa proximité historique avec la vie de l'humain, le cheval donne de nombreux idiotismes animaliers dont des expressions sont encore utilisées, comme « Prendre le mors au dents » ou encore « Un remède de cheval » dans la langue française. Sa puissance de traction continue d'être utilisée comme référence pour les moteurs, avec les unités du cheval-vapeur et du cheval fiscal.

#### Étymologie
La racine indo-européenne du mot « cheval » est *h₁éḱwos, tous les termes issus de la langue indo-européenne primitive pour désigner le cheval en dérivent, tel le latin classique equus et le sanskrit ásva. Le terme « cheval » est issu du latin populaire caballus et désigna d'abord un « mauvais cheval », puis un hongre et, populairement, un « cheval de travail ». Ce mot dont l'usage est attesté au IIe siècle est probablement d'origine gauloise (cf. gall. ceffyl, irl. capall) et remplace, sans doute avant le milieu du IIIe siècle, le classique equus. Les principaux dérivés du mot « cheval » sont « chevalier », « chevalière », « chevalerie », « chevaucher », « chevalet », « cavale », « cavalier », « cavalerie » et « cavalcade ».
D'autres termes savants liés au cheval sont empruntés au grec ancien híppos (ἵππος), d'où l'adjectif « hippique » ou le terme « hippodrome ». Cette racine grecque se retrouve aussi dans le prénom « Philippe » (qui aime les chevaux), « Hippolyte » (qui délie les chevaux), « hippocampe » (cheval cambré), et hippopotame (cheval du fleuve). Le latin equus est lui aussi issu de cette racine indo-européenne, à l'origine des termes comme « équidés », « équitation » et les adjectifs « équestre » et « équin ».

Caractère sigillaire du cheval.

Chez les Amérindiens, le cheval est parfois désigné sous le nom de « grand chien ». Le caractère sigillaire montre un œil et la crinière du cheval dans sa partie supérieure, et la partie inférieure ses membres et sa queue.
De nombreux termes familiers, péjoratifs ou anciens désignent aussi le cheval. Parmi les termes péjoratifs figurent notamment « bidet », « bourrin », « canasson », « carne », « rosse » et « haridelle ».

#### Croyances
Le cheval est très présent dans les mythes, légendes et religions. La mythologie grecque connaît le fameux cheval ailé Pégase, les Centaures mi-homme et mi-chevaux, les cavales de Diomède carnivores ou encore le cheval de Troie. Les peuples celtes lui accordent une grande place à travers des déesses comme Épona. Certaines croyances perdurent jusqu'à nos jours, comme celle de la kelpie, esprit du mal aquatique du folklore écossais en forme de cheval qui transporte ses victimes dans l'eau. La mythologie nordique mentionne aussi un très grand nombre de chevaux dans les Eddas et les sagas, dont Sleipnir, l'étalon à huit jambes du dieu Odin. Un signe zodiacal chinois correspond au cheval. En Inde, l'un des avatars de Vishnou est le cheval blanc et cet animal est lié à Indra, divinité de la guerre. Dans le légendaire coréen, Chollima est un cheval ailé, trop rapide pour être monté.
Dans la religion chrétienne, les Quatre Cavaliers de l'Apocalypse montent chacun l'un des quatre chevaux apparus à l'ouverture des quatre sceaux. Au Moyen Âge, l'image du cheval réapparaît à travers la licorne, animal fantastique et christique possédant une longue corne sur le front. Saint Georges, martyr chrétien, est souvent représenté à cheval en train de terrasser un dragon. Selon certains contes arabes, Allah a créé le cheval à partir d'un poignée de vent du désert. Les chevaux jouent un rôle important dans tous les textes fondateurs arabes. Ainsi, Al-Bouraq, dont le nom signifie « éclair », est le cheval ailé à tête de femme et queue de paon sur lequel Mahomet, guidé par l'archange Gabriel, voyage de nuit de La Mecque à Al-Aqsa (la mosquée lointaine) au cours du Miraj.

### Arts, littérature et œuvres audiovisuelles

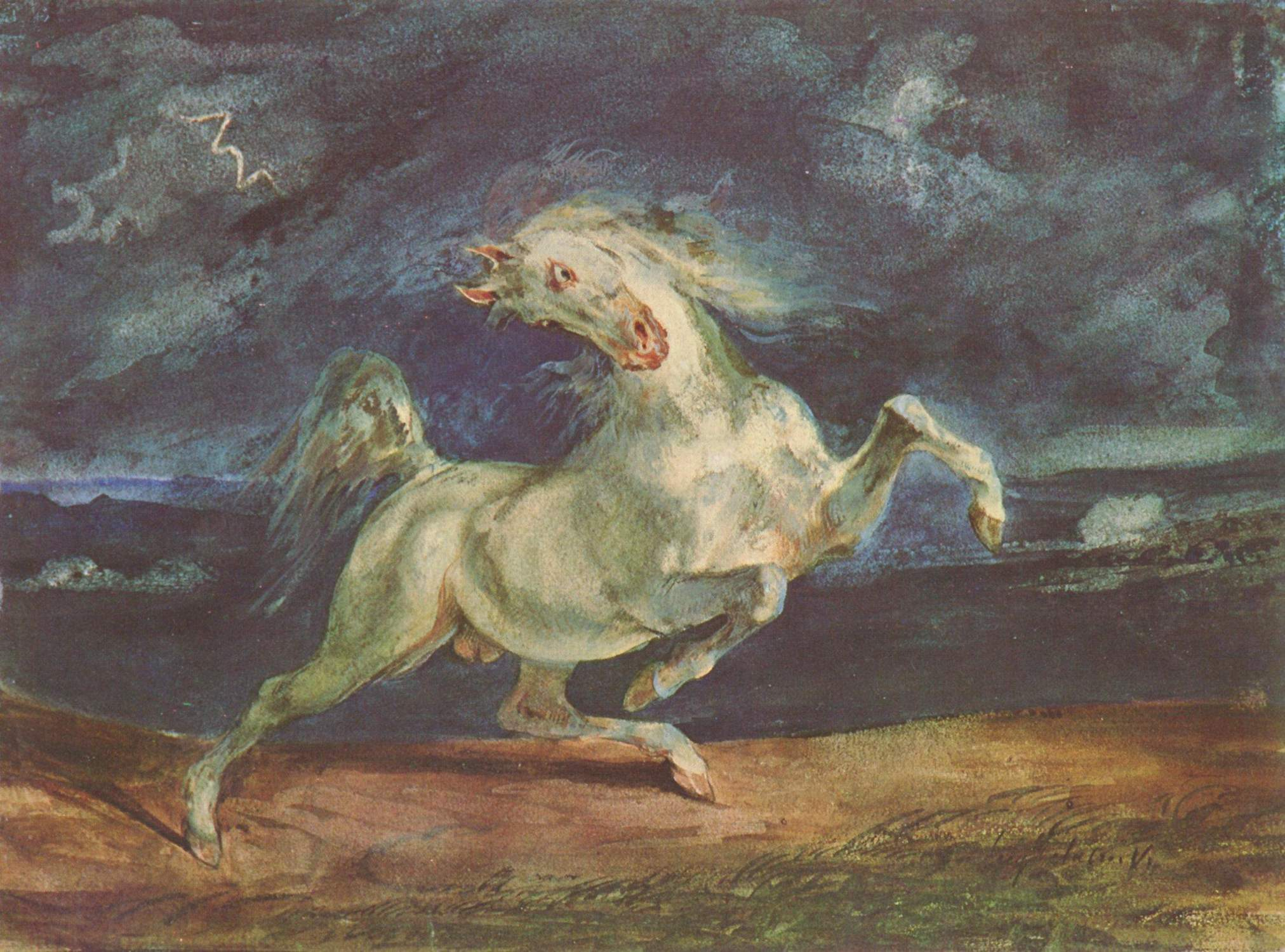
Cheval effrayé d'Eugène Delacroix.

Le cheval est très représenté dans l'art. De nombreux peintres comme Théodore Géricault et George Stubbs se sont pris de passion pour cet animal. Son intérêt militaire a fait de la statue équestre un genre particulier, représentation hagiographique d'un chef d'État, chef militaire ou héros. La plus ancienne encore intacte est celle de Marc Aurèle à Rome. La plus grande connue est celle du cheval de Léonard. Le cheval est aussi célébré en poésie, dans des chansons dites populaires, ou encore en photographie.
Au XVIIIe siècle, dans le roman Les Voyages de Gulliver, Jonathan Swift dépeint les chevaux, qu'il nomme les Houyhnhnms, comme un idéal de sagesse et de sincérité dans la partie Voyage au pays des Houyhnhnms, qui contraste avec les vices des humains, nommés les Yahoos.

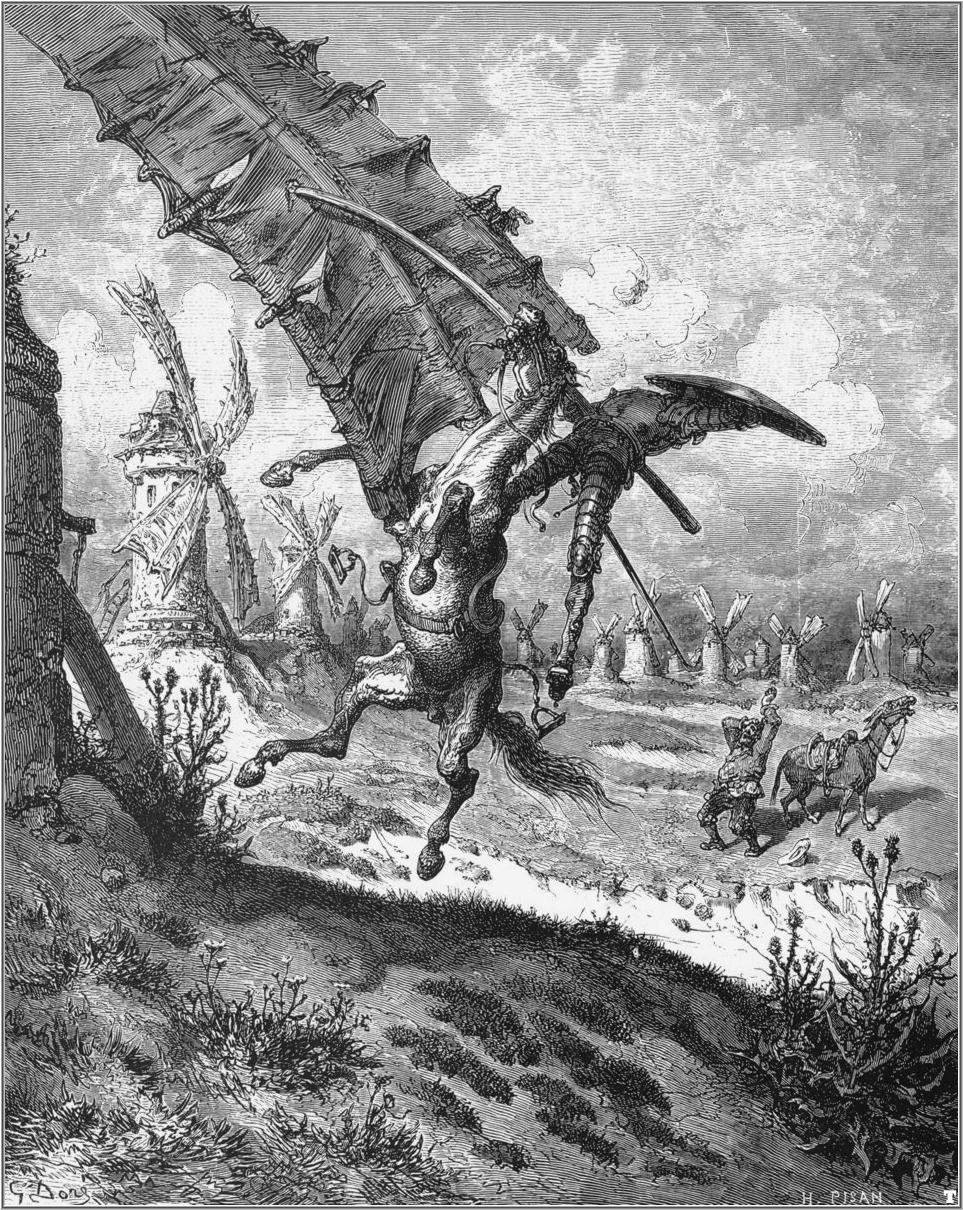
Don Quichotte et sa jument Rossinante.

Compagnon constant des héros, le cheval est plus rarement mis en scène pour lui-même. Ainsi, la jument Rossinante de Don Quichotte et à l'époque contemporaine, Jolly Jumper (la monture de Lucky Luke), le Tornado de Zorro ou encore Gripoil (en version originale ShadowFax), cheval de Gandalf dans Le Seigneur des anneaux accompagnent essentiellement leur maître en lui servant de monture.
Au XIXe siècle, l'anglaise Anna Sewell créé le premier roman animalier avec Black Beauty, narré par le cheval lui-même. Le film Crin-Blanc met aussi un étalon de Camargue libre au centre de l'œuvre dont il donne le titre. Le Cheval venu de la mer, film irlandais de Mike Newell, met en valeur l'importance de l'animal en Irlande et dans les croyances populaires. La série de romans L'Étalon noir raconte les aventures de Black, grand crack de course, et d'Alec son jeune jockey. Elle donne plusieurs films ainsi qu'une série télévisée.
Les aventures de la jument Flicka sont racontées dans les romans de Mary O'Hara, Mon amie Flicka, Le Fils de Flicka et L'Herbe verte du Wyoming. Monsieur Ed, le cheval qui parle (Mister Ed), est le héros d'une série télévisée populaire des années 1960. L'Homme qui murmurait à l'oreille des chevaux, best-seller de Nicholas Evans a donné le film de Robert Redford, l'un des plus grands succès cinématographiques autour du cheval. Ce film est en grande partie responsable du succès de l'équitation éthologique dans les pays occidentaux. Le film Hidalgo conte l'histoire d'un mustang qui participe à une grande course en Arabie.

### Chevaux célèbres

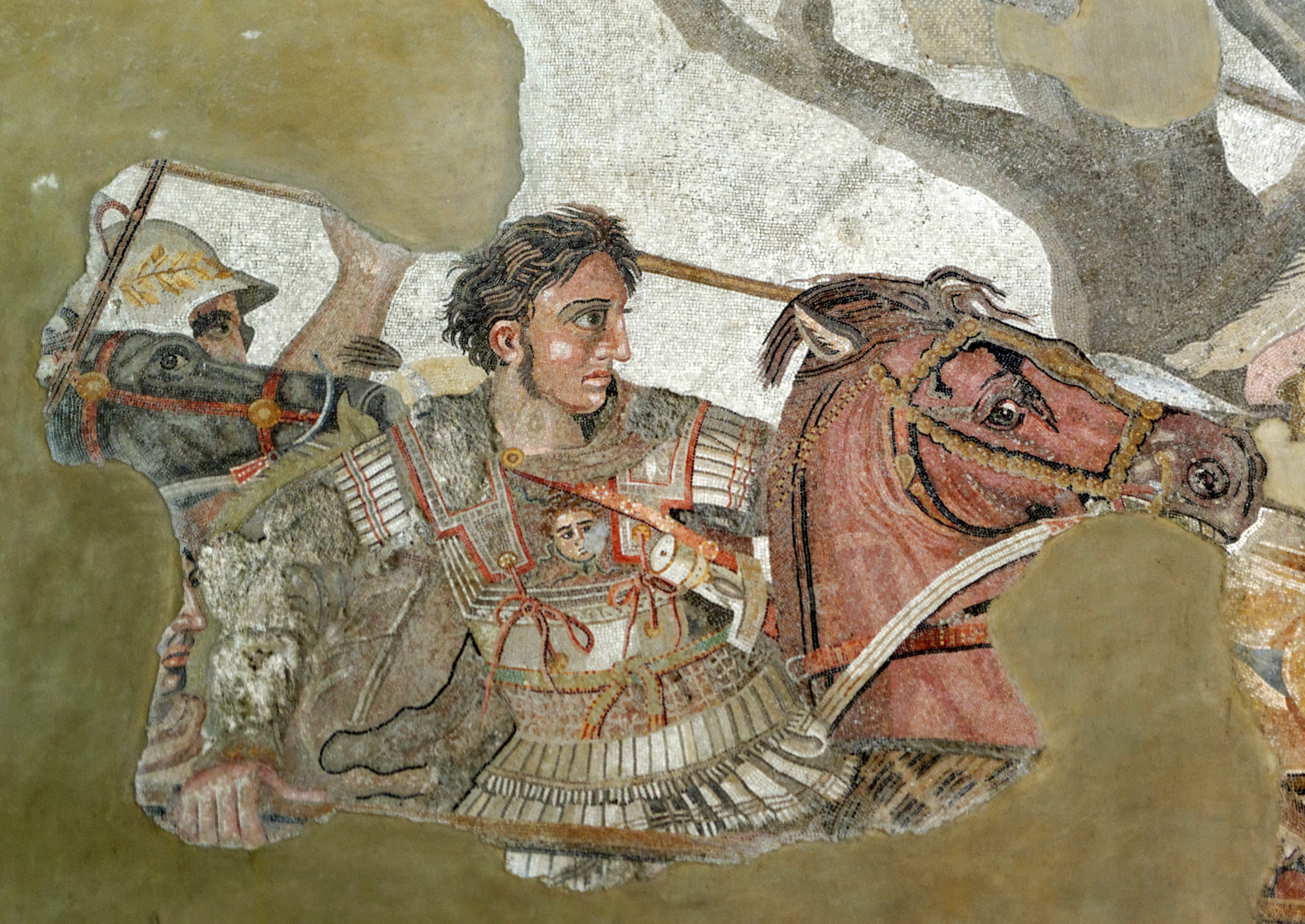
Alexandre le Grand sur Bucéphale.

Certains chevaux sont passés à la postérité. Ils peuvent l'être grâce à la notoriété de leur propriétaire, d'autres ont brillé par leurs performances. Quelques-uns possèdent des particularités physiques remarquables. Le pharaon Ramsès II parle longuement de ses deux chevaux d'attelage favoris. Durant l'Antiquité grecque, Bucéphale, le cheval d'Alexandre le Grand, entre dans la légende. Réputé indomptable, il avait peur de son ombre. Seul son maître aurait pu le monter. Sous l'Empire romain, le cheval Incitatus est nommé consul par Caligula. Le Cid aurait demandé à monter pour la dernière fois son cheval blanc Babieca au combat, alors qu'il était mortellement blessé. Le cheval de Mazeppa, « bourreau malgré lui », devient une figure récurrente du romantisme. Shakespeare fait passer le cheval Roan Barbary, favori du roi Richard II d'Angleterre, à la postérité.
Old Billy est le plus vieux cheval connu. Présumé né en 1760, il est mort le 27 novembre 1822, à l'âge de 62 ans. Le Vizir, un petit cheval Arabe gris, est la plus célèbre monture de Napoléon Ier. Le poney sibérien Serko a parcouru 9 000 km dans l'Empire russe en deux cents jours, fin 1889. Cet exploit a inspiré un roman et un film. Iris XVI, un cheval, alezan du maréchal Leclerc a été fusillé pour acte de résistance pendant la Seconde Guerre mondiale, car il a tué un officier allemand.

#### Chevaux de course

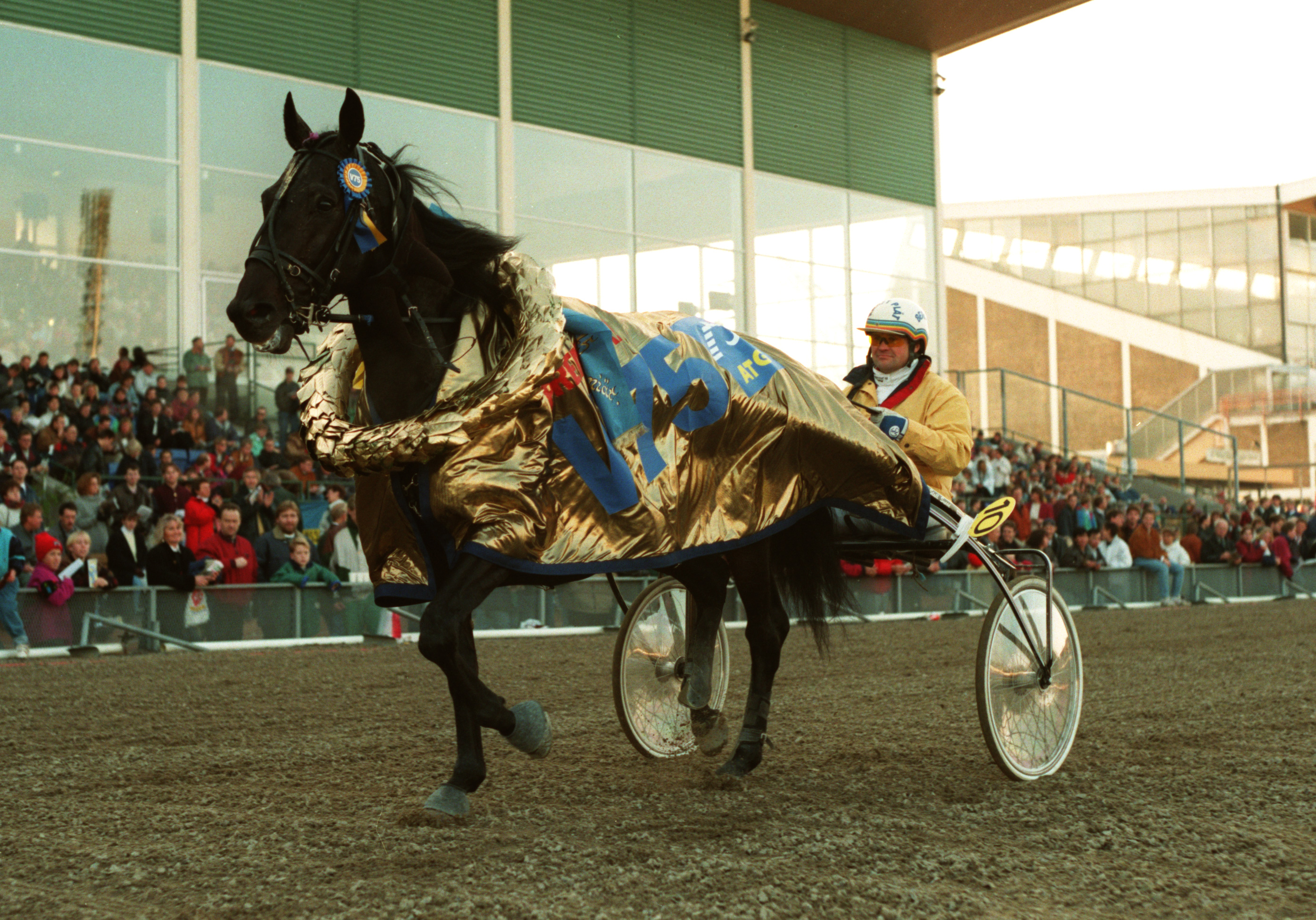
Copiad et Erik Berglöf en 1993.

##### Trot
Le plus fameux trotteur français demeure Ourasi, quadruple vainqueur du Prix d'Amérique. D'autres sont parvenus à inscrire trois fois leur nom au palmarès de l'épreuve, Uranie dans les années 1920, sa petite-fille Roquépine dans les années 1960 et Bellino II dans les années 1970, qui s'est montré tout aussi performant au trot monté en gagnant trois Prix de Cornulier. On peut citer d'autres célèbres champions tels Fandango, Gélinotte, Une de Mai, Idéal du Gazeau ou, plus récemment, Jag de Bellouet, Ready Cash et ses fils Bold Eagle et Face Time Bourbon.
En Scandinavie, où les courses de trot sont très populaires, on retient les noms de Copiad, Victory Tilly ou Readly Express, et aux États-Unis ceux de Greyhound, considéré comme le meilleur trotteur du siècle outre-Atlantique, Mack Lobell, Peace Corps ou Muscle Hill. Quant à l'Italien Varenne, double vainqueur du Prix d'Amérique, il détient le record mondial des gains avec 6 035 666 €.

##### Plat

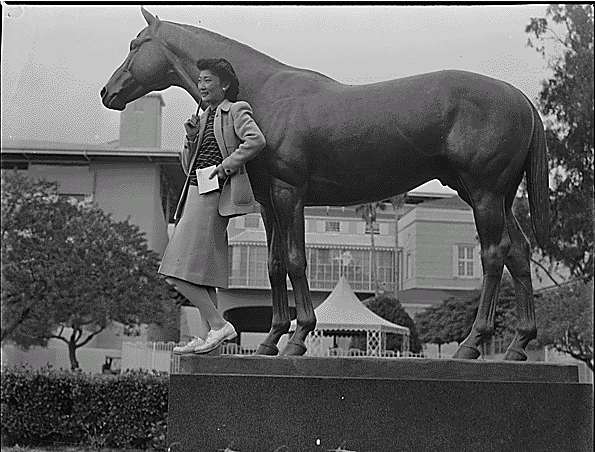
Statue de Seabiscuit devant l'hippodrome de Santa Anita en 1942.

Parmi les chevaux les plus célèbres et réputés les meilleurs, on peut citer Eclipse au XVIIIe siècle, les Américains Seabiscuit, qui connut une exceptionnelle popularité durant la Grande Dépression, Man o'War et Secretariat, le Français Sea Bird, les Anglais Nikinsky, Mill Reef ou Brigadier Gerard, l'Italien Ribot ou encore, au XXIe siècle, les Britanniques Frankel et Enable, la Française Zarkava, le Japonais Deep Impact et les Australiennes Black Caviar et Winx. Certains sont parvenus à demeurer invaincus tout au long de leur carrière, à l'image de Regulus, Hyperion, Eclipse, Nearco, Ribot, Frankel, Zarkava ou Black Caviar.
Bien que la plupart des meilleurs pur-sangs courent relativement peu (souvent une dizaine de courses dans toute leur carrière) l'inflation des allocations des grandes courses internationales ont permis à certains d'amasser des gains se chiffrant en millions de dollars, les plus riches étant Winx (26,5 millions de dollars australiens), l'Américain Arrogate (17,5 millions de dollars en onze courses), la Japonaise Almond Eye (1,9 milliard de yens) ou l'Anglais Thunder Snow (14,9 millions d'euros).
Du côté de l'élevage, certains étalons ont durablement et universellement influencé les pedigrees, à l'image de Eclipse, de Hyperion, des Américains Mr. Prospector et Native Dancer et surtout du Canadien Northern Dancer au XXIe siècle, ou plus récemment Deep Impact et les Irlandais Sadler's Wells, Danehill et Galileo.

##### Obstacles
Deux disciplines existent, les courses de haies (avec des obstacles identiques) et le steeple-chase, qui propose un parcours aux obstacles variés et plus difficiles. Dans la première spécialité, on peut citer l'Irlandais Hurricane Fly, vainqueur dans les années 2000 la bagatelle de 22 groupe 1, un record. Dans la seconde, Arkle, considéré comme le meilleur steeple-chaser de l'histoire des courses anglaises, ou les Français Al Capone II, un petit cheval d'1,62 m qui a remporté sept fois le Prix La Haye Jousselin et les triple lauréats du Grand Steeple-Chase de Paris, Hyères III, Katko et Mid Dancer.

##### Endurance
Persik, un cheval russe de race arabe, a gagné un nombre impressionnant de courses d'endurance, et est le père de nombreux gagnants en raids nationaux et internationaux. Les Émirats arabes unis ne sont pas en reste avec SAS Alexis, Yamamah ou Ciel Oriental. Le français Tauqui el Masan, un étalon pur-sang arabe, est connu à la fois pour sa carrière sportive dans les années 1990 et sa carrière de reproducteur.

#### Chevaux de sport
Jappeloup de Luze, médaillé d'or de saut d'obstacles aux Jeux olympiques de Séoul en 1988 sous la selle de Pierre Durand. Milton, cheval de John Whitaker, au palmarès exceptionnel et considéré par beaucoup comme le meilleur cheval de saut d'obstacles de tous les temps. Huaso, pur-sang chilien détenteur du record du monde de hauteur en saut d'obstacles depuis 1949 avec 2,47 m.

#### Chevaux de spectacle et autres
Certains chevaux accèdent à la célébrité grâce au spectacle ou à un physique particulier, comme Stormy, une femelle zébrule issue du croisement d'un zèbre et d'un cheval, dressée grâce aux méthodes éthologiques d'Andy Booth, ou encore Tritonis, le plus grand pur-sang anglais, mort en septembre 1990 à l'âge de sept ans, qui mesurait 1,98 m et pesait 950 kg. Templado est un cheval lusitanien du spectacle équestre Cavalia, réputé pour son allure et son immense crinière, et Zingaro, un cheval frison noir ayant appartenu à Bartabas, qui a donné son nom à la troupe.